# Chiesa di San Vittore (Marsiglia)
La chiesa di san Vittore (église de Saint-Victor in lingua francese) a Marsiglia è ciò che resta dell'antica abbazia di San Vittore, della quale era la chiesa abbaziale.
Essa è costituita da una parte superiore e da un'amplissima cripta.

## Storia
La chiesa abbaziale fu costruita sul luogo dove sorgeva un'antica cava sfruttata in epoca ellenistica. La galleria a cielo aperto raggiungeva la sua profondità massima sotto l'attuale cappella di Sant'Andrea, situata nella cripta sotto la torre d'Isarn, ove si trova l'ingresso attuale.

### La prima costruzione nel V secolo
La Chiesa marsigliese si strutturò del tutto all'inizio del IV secolo, così come testimoniato da un vescovo di Marsiglia, Oresio, al concilio di Arles nel 314. Uno dei suoi successori, Procolo, costruì un edificio costituito dall'attuale cappella di Notre-Dame de la Confession e dall'atrio, che sarà trasformato nell'XI secolo in cripta con la costruzione della chiesa abbaziale. L'asse principale di questa costruzione è nord-sud, quindi perpendicolare all'orientamento est-ovest della chiesa superiore attuale. Una ricostruzione di questo monumento paleocristiano è stata proposta da Michel Fixot.

### L'età d'oro del monastero (950-1150)
Dopo le incursioni e le distruzioni operate dai saraceni sull'abbazia, terminate dopo un lungo periodo di turbolenze e di abbandono dell'intera struttura abbaziale, grazie all'intervento di Guglielmo I, conte di Provenza, detto "il Liberatore", che sconfisse definitivamente i saraceni a Tourtour, conquistando la fortezza di Frassineto, nel 972, la pace tornò in Provenza e la parte superiore della chiesa abbaziale fu integralmente ricostruita. Essa fu consacrata da papa Benedetto IX il 15 ottobre 1040, con un atto che è stato oggetto di numerosi studi. Nonostante che questo atto sia apocrifo, Paul Amargier conclude che gli amanuensi, autori del falso, abbiano utilizzato un originale, modificandolo per rafforzare il ruolo dell'Abbazia di San Vittore a detrimento di Arles, attribuendo alla prima il titolo di Secunda Roma; la data del 1040 per la consacrazione sarebbe rimasta invece esatta.

### La crisi tra la metà del XII secolo e quella del XIII
I conflitti politici intorno al potere dell'abbazia, quello del vescovo, quello del comune di Marsiglia e quello dei potentati nobiliari locali portano le strutture abbaziali ad uno stato di abbandono, causato anche dalle difficoltà finanziarie dell'abbazia.
Finalmente, trovato un accordo, venne dato corso alla costruzione di una nuova chiesa abbaziale, sotto l'impulso di Ugo di Glazinis, ivi sepolto nel 1250 «nel tempio che egli ha costruito quasi interamente dalla fondamenta», come afferma il suo epitaffio e come precisa la cronaca di San Vittore I lavori ebbero inizio nel 1201, ma l'altare di Notre-Dame nella chiesa superiore fu consacrato solo il 3 maggio 1251 e l'intera costruzione non fu completata che nel 1279. Le parti di edificio medievali divennero le attuali cripte e la torre di Isarn fu sopraelevata.

### I rimaneggiamenti di papa Urbano V

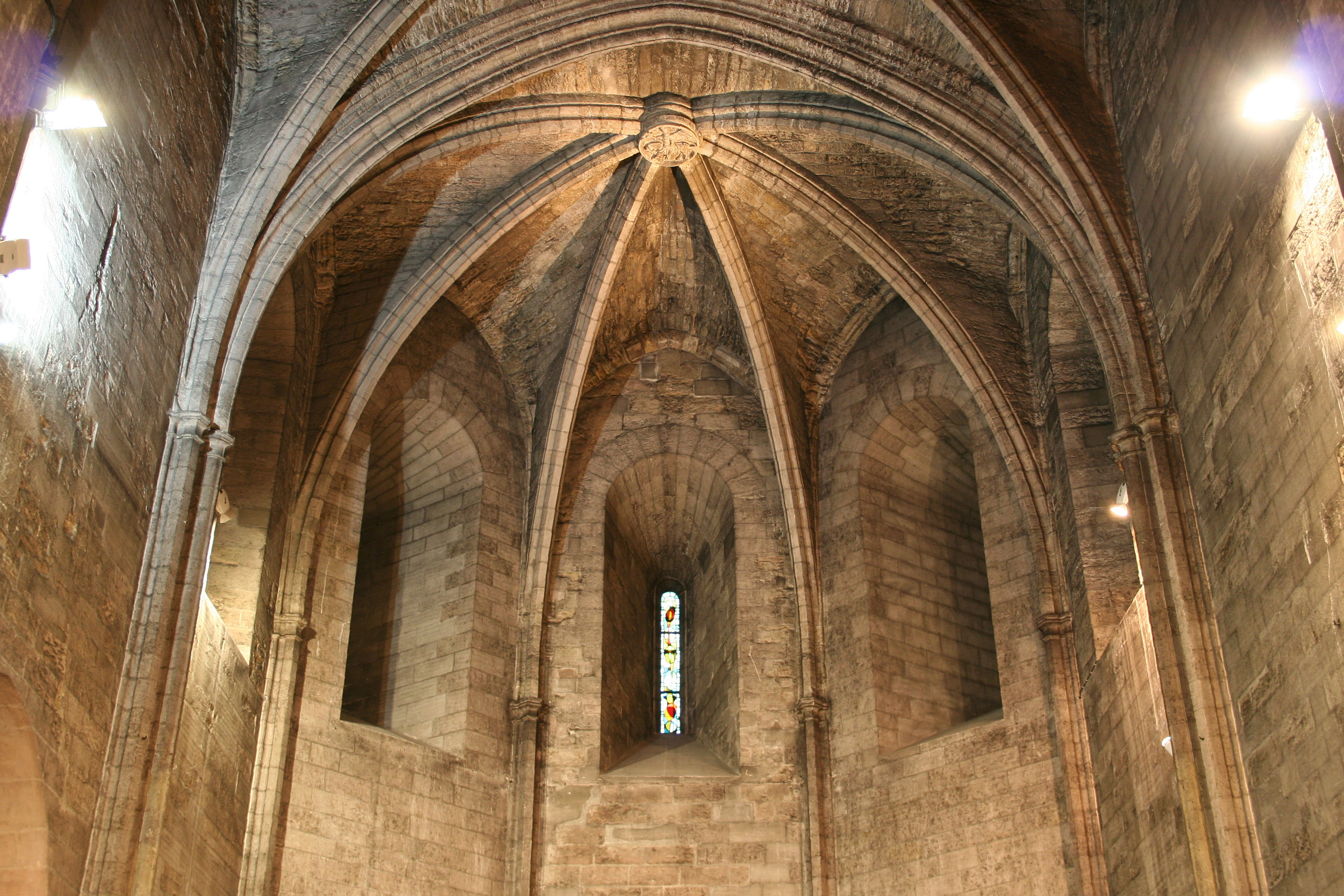
Coro edificato nel XIV secolo.

Guillaume de Grimoard, abate di San Vittore, fu eletto papa nel 1362 con il nome di Urbano V. Egli commise l'ampliamento della chiesa a Rastin, mastro carpentiere, che dal 9 gennaio 1363 iniziò con ventidue operai i lavori sulla chiesa superiore
Poiché San Vittore aveva un ruolo importante nel sistema di fortificazioni della città di Marsiglia, l'abbazia prese un aspetto difensivo: una torre costruita sul transetto nord svolgeva la funzione di dongione e i quattro contrafforti attorno al coro quella di torrette. La parte superiore di questo dongione, dotata di ventiquattro campane, non esiste più. Il coro è formato da una campata con volta d'ogiva seguita da un'abside quadrata. Una cappella è stata aggiunta nella navata laterale nord tra la torre di Isarn e il dongione.
Nel 1365, probabilmente l'11 ottobre, Urbano V venne ad assicurarsi della buona realizzazione dei lavori. Marsiglia lo accolse sontuosamente e fu ricevuto nella chiesa di San Lazzaro (oggi alla sbocco dell'autostrada A7) dal vescovo Guillaume de la Sudrie, quindi, circondato dai cardinali, raggiunse il convento dei Trinitari, la place de Lenche, la chiesa di Notre-Dame-des-Accoules, e infine l'Abbazia di San Vittore..

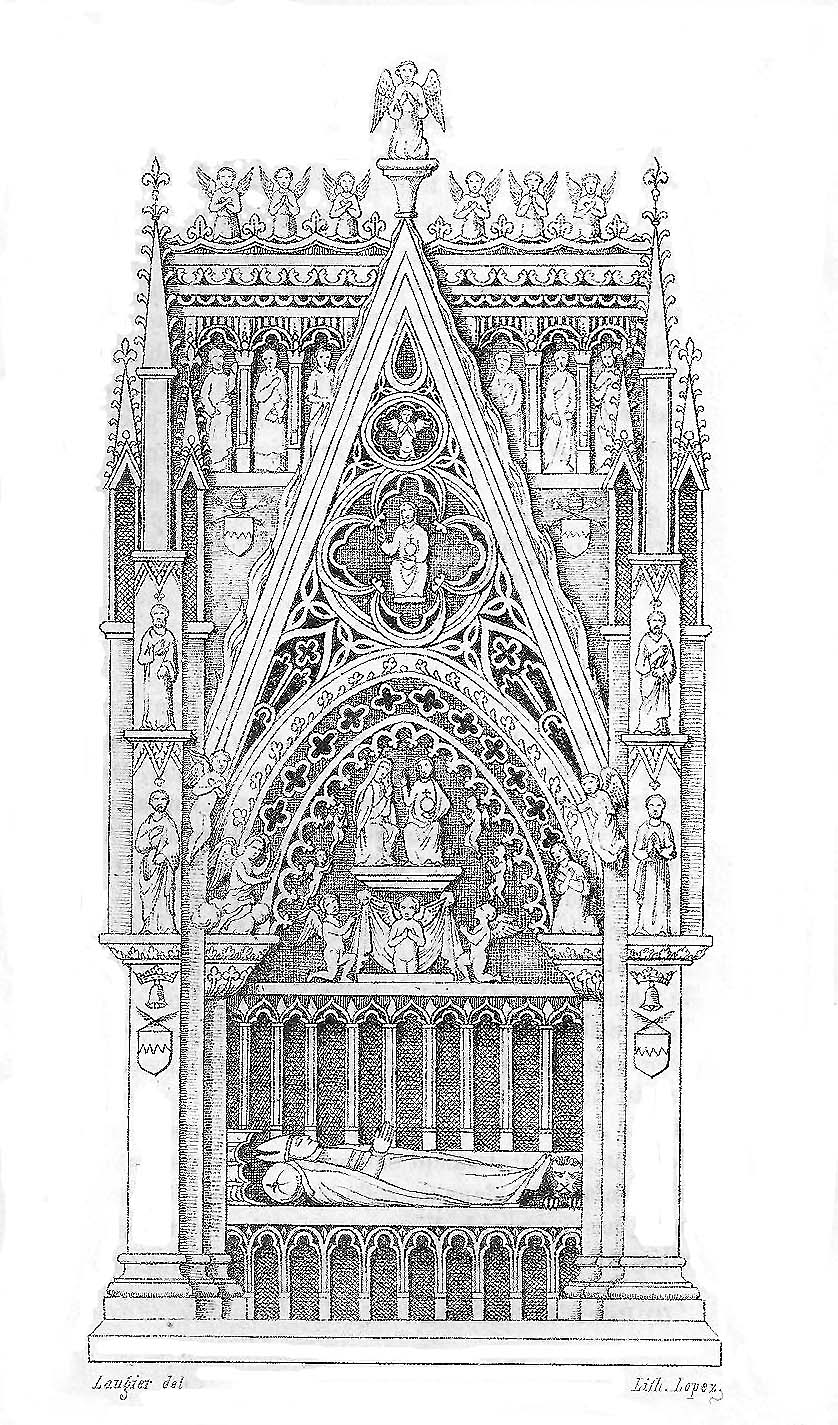
Tomba di papa Urbano V.

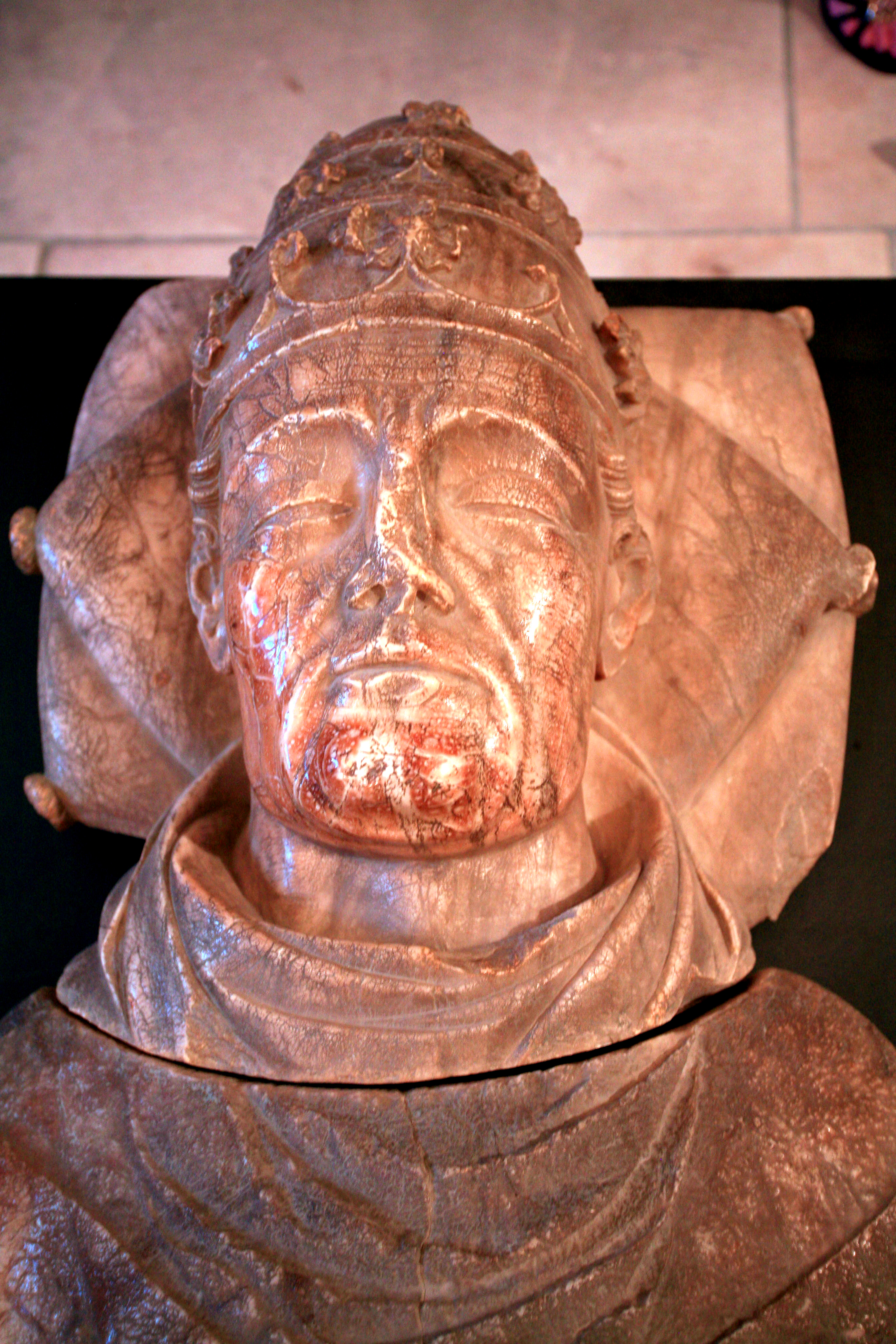
Busto di papa Urbano V, chiesa del Collegio Benedettino di San Marziale ad Avignone.

Urbano V morì il 19 dicembre 1370 ad Avignone e la sua salma venne subito inumata nella cattedrale di Avignone, ma avendo egli chiesto di essere seppellito nell'abbazia di San Vittore, la salma venne colà traslata e inumata il 5 giugno 1372, sotto la presidenza del fratello, cardinale Anglico de Grimoard. Fu deposto nella tomba ordinata dal suo successore papa Gregorio XI, un mausoleo monumentale alto 7 metri e largo 3,75, con su scolpito un giacente, che fu piazzato nella parte sinistra del coro. Sfortunatamente questa tomba non esiste più. Si può averne un'idea da un disegno della fine del XVIII secolo e poi dalla tomba di papa Innocenzo VI, tuttora presente nella certosa di Notre-Dame-du-val-de-Bénédiction a Villeneuve-lès-Avignon. Sul muro del coro si distinguono tracce di colonne e di un pinnacolo sradicato; ciò è tutto quel che resta, insieme a una serie di archi in pietra trilobati, tutto ciò che rimane del monumento, smontato con la fine dell'ancien régime e di cui non si sa se è stato disperso o troppo ben nascosto. Il giacente piazzato nel 1980 è un calco di quello che si trovava sul cenotafio dell'antica chiesa di San Marziale ad Avignone. Il feretro, che era cerchiato di ferro e coperto di velluto, non è più stato ritrovato.

### Decadenza dell'abbazia e secolarizzazione
Il 13 luglio 1726 papa Benedetto XIII dichiarò la chiesa di San Vittore collegiata, il cui capitolo fu composto da un abate, un cantore, un tesoriere e sedici canonici.
Il 17 dicembre 1739 papa Clemente XII emise una bolla con la quale secolarizzava l'abbazia.

### La rivoluzione francese
Con la rivoluzione francese, nel 1791, l'abbazia divenne bene nazionale. Nel 1794 la chiesa viene spogliata dei suoi tesori, le reliquie bruciate, l'oro e l'argento servono a battere moneta e il luogo diviene un deposito di paglia e fieno.
Durante il 1797 una relativa calma consentì a taluni di richiedere l'utilizzo dell'antica chiesa per celebravi il culto, ma l'edificio passò all'esercito, che lo utilizzò per immagazzinarvi foraggio per i suoi cavalli.. Nel dicembre 1802, l’arcivescovado riprese possesso dei luoghi. La decisione di restituire al culto la chiesa di Saint-Victor fu presa il 14 gennaio 1803 e venne attuata il 19 maggio 1804, per la chiesa superiore, e nel 1822 per le cripte..

## La chiesa attuale

### La chiesa superiore
| A- Portico d'ingresso                | 1- Sarcofago a strigili e croce al centro                                   |
| B- Cappella de Santissimo Sacramento | 2- Altare in marmo del V secolo                                             |
| C- Navata                            |                                                                             |
| D- Campata destra (lato sud)         | 3- Sarcofago d'Abramo                                                       |
| E- Campata sinistra (lato nord)      | 4- Nostra Signora della saggezza 5- Statua di Saint Lazzaro                 |
| F- Transetto                         | 6- Dipinto di Michel Serre 7- Reliquario 8- Dipinto di Papety 9- Reliquario |
| G- Coro                              | 10- Altare 11- Luogo della tomba di Urbano V                                |
| H- Sacrestia                         |                                                                             |
| I- Cappella dello Spirito Santo      | 12- Fonti battesimali                                                       |
| J-Ingresso della cripta              |                                                                             |

Pianta della chiesa superiore.

La chiesa è composta di due parti ben distinte: da una parte la navata e dall'altra il transetto e il coro. L'ingresso si trova nella torre di Isarn.

#### Il portico d'ingresso

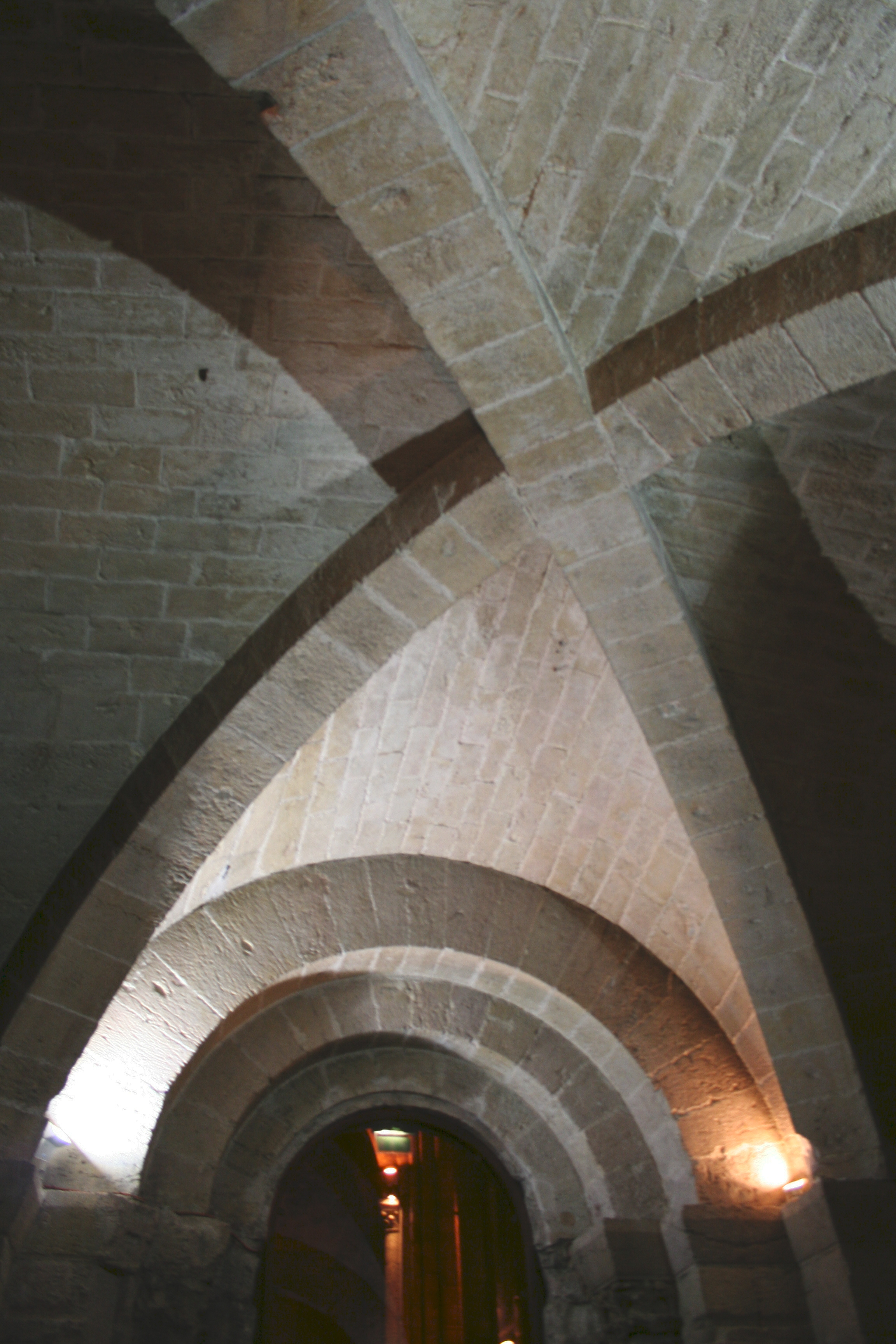
Volta del portico

La porta d'ingresso è sita ad est, nella torre d'Isarn. Questo portico è molto sobrio: la volta fortemente bombata poggia su due possenti archi di ogiva di sezione rettangolare, senza chiave di volta, che ricadono su pilastri a base viva inseriti negli angoli.
All'interno del portico si trova un sarcofago in marmo di Carrara datato alla fine del IV secolo o all'inizio del V. Questo sarcofago è stato scoperto nel corso degli scavi effettuati nel sottosuolo di questa parte. La decorazione è limitata al massimo con, al centro, una croce latina posta in un compartimento rettangolare inquadrato da due grandi pannelli di strigili.

#### La navata
La navata centrale e le sue laterali sono in stile gotico. Le volte a ogiva erano previste inizialmente dappertutto, ma per la navata centrale l'architetto preferì adottare volte a botte, lasciando inutilizzate le colonnette che dovevano ricevere la ricaduta delle ogive. La navata evoca così l'epoca romana. Nel XVII secolo fu realizzata un'illuminazione della navata aprendo nelle volte delle finestre. Al fondo della navata, posto su apposita tribuna, si trova l'organo, costruito nel 1840 da A. Zieger. Sotto l'organo vi è l'accesso alla cripta.

##### Navata laterale sinistra

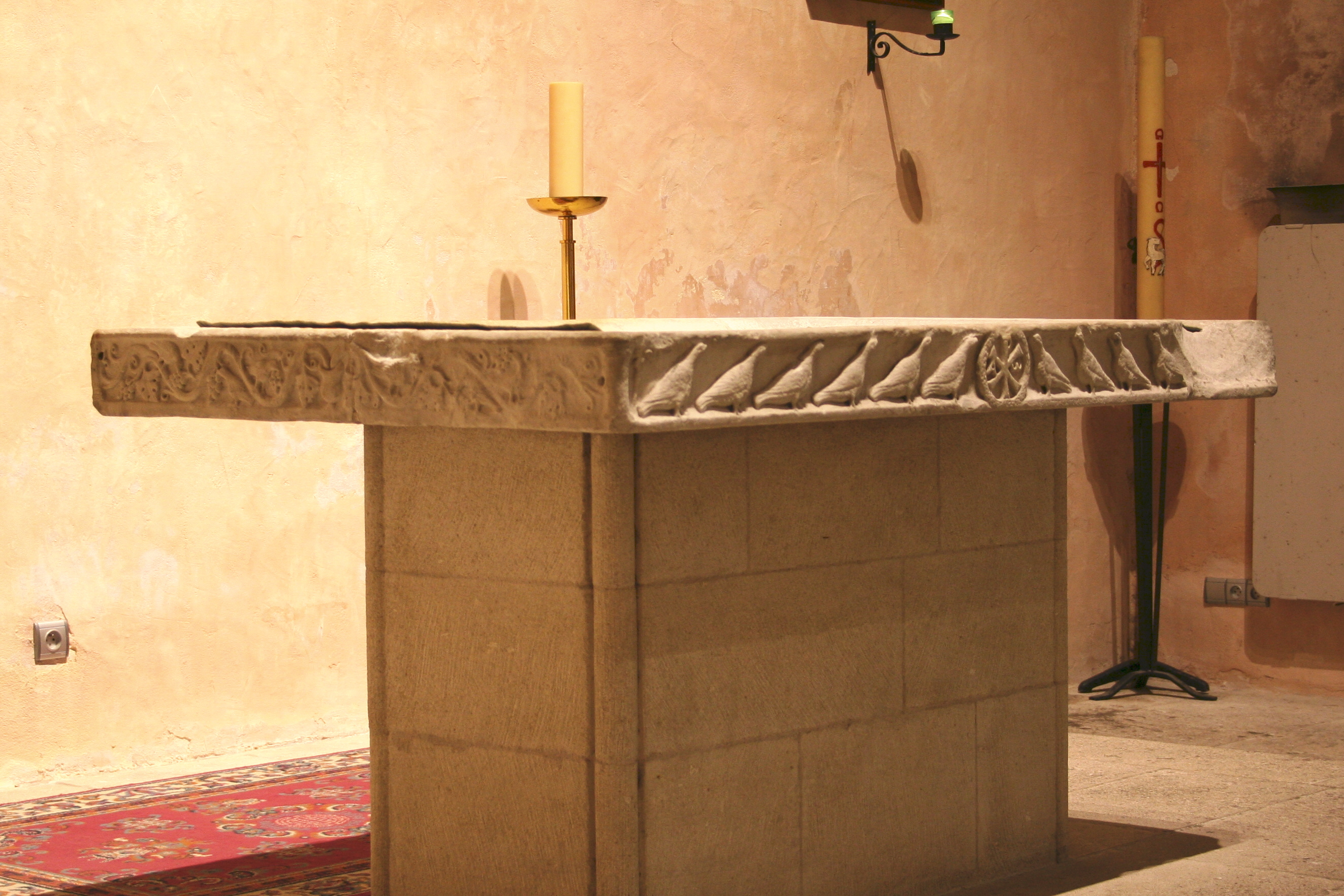
Altare del V secolo nella cappella del Santissimo Sacramento

Al fondo di questa campata, vicino all'organo, si trova l'ingresso alla cappella del Santissimo Sacramento. A sinistra dell'entrata è posta la statua di Nostra Signora della Saggezza, realizzata sul modello di una Vergine catalana dell'XI secolo. L'altare della cappella è in marmo bianco, la tavola misura 1,78 metri per 1,12 e data dal V secolo. Sulla facciata anteriore presenta un motivo con due gruppi di 6 colombe cadauno ai lati di un emblema cristologico. Dal lato opposto lo stesso emblema sta al centro di due gruppi di pecore. Sui lati minori fregi di colombe che beccano degli acini di grappoli di vigna.
Nella cappella situata tra la torre di Isarn e quella di Urbano V si trova una statua di san Vittore, patrono di Marsiglia, scolpita da Van Rhijn e installata nella basilica il 24 gennaio 2007 con la benedizione dell'arcivescovo di Marsiglia, monsignor Georges Paul Pontier.

##### Navata laterale destra
Al fondo, sotto l'organo, si trova l'accesso alla cappella dello Spirito Santo ove è posto un pozzo con vera monolitica, proveniente da Saint-Rémy de Provence e utilizzato come fonte battesimale. Nella cappella poi si trovano una testa di Cristo scolpita e un arazzo di Lorimy-Delarozière, rappresentante lo Spirito Santo.
Nella campata successiva, una passerella in legno consente di accedere al sottosuolo nella parte sud della cripta con la cappella di San Biagio e l'Atrium.

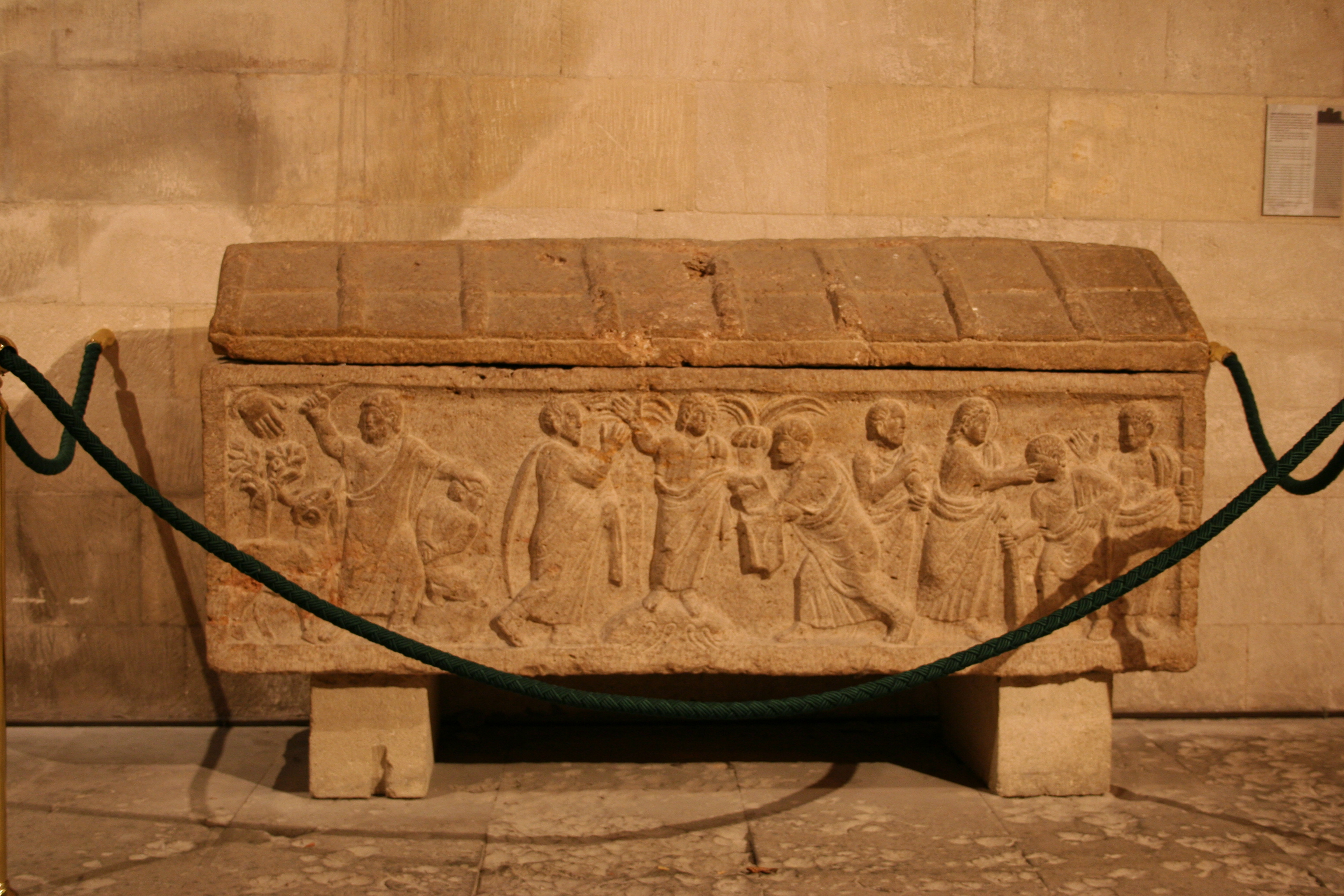
Sarcofago della traditio legis, rappresentante il sacrificio di Abramo.

Nella campata ancora seguente, sotto un arazzo di Lorimy-Delarozière rappresentante l'Apocalisse, proprio di fronte al portico d'ingresso, è esposto un bellissimo sarcofago in travertino di colore giallastro, detto "della traditio legis". La copertura è a doppio spiovente una falda della quale rappresenta un tetto. Sulla facciata longitudinale sono rappresentati il sacrificio di Isacco e la guarigione del cieco. Questo sarcofago, che misura 1,93 metri di lunghezza, 0,70 di profondità e 0,58 di altezza, fu esumato nel 1970 in occasione di lavori di consolidamento e di ripresa in opera di un pilastro della navata ed è stato oggetto di approfonditi studi archeologici. Esso risale alla fine del V secolo o all'inizio del VI.
- Interno del sarcofago.
I resti dei vestiti e lo scheletro della salma sono stati studiati da un'equipe di ricercatori e tecnici del laboratorio di conservazione, restauro e ricerche archeologiche del CNRS a Draguignan. La persona inumata è una donna di una ventina di anni, alta circa 1.57 m. Non è stato possibile determinare il suo tipo antropologico. Questa giovane adulta presentava postumi di poliomielite acuta a livello della gamba destra. Gli abiti in seta comportano particolarmente una tunica decorata con bande di tessuto e un bordo rialzato di filo d'oro. Sulla sua testa era posta una corona di vegetali, simbolo di vittoria e di vita eterna. Ella doveva appartenere a un elevato rango sociale, come suggerito dalla ricchezza delle sculture del sarcofago, l'abito di seta, una croce d'oro posta sulla fronte e l'impiego dell'incenso, una sostanza che a quel tempo era considerata un tributo di onore.[17].
- Sculture del sarcofago.
Le rappresentazioni sul lato principale del contenitore si dividono in tre scene:
  - A sinistra, rappresentazione di Abramo che sta per sacrificare il figlio Isacco: egli brandisce un coltello con la mano destra mentre con la sinistra tiene il figlio accovacciato. La mano di Dio compare dal cielo per trattenerlo mentre un ariete tira un lembo del mantello di Abramo come per informarlo della sua presenza (In effetti, quando l'Angelo del Signore fermò la mano di Abramo che stava per sacrificare il figlio Isacco, Abramo scorse un ariete impigliato in un cespuglio e lo scarificò a Dio al posto di Isacco. Genesi, 22, 12-13)
  - Al centro, un Cristo barbuto si trova su un monte dal quale sgorgano quattro fiumi; con la mano sinistra Egli dà un rotolo a Pietro e leva la mano destra sopra Paolo, che lo acclama. Due palme inquadrano la figura di Cristo.
  - A destra circondano il Cristo che guarisce un cieco toccandogli gli occhi con il dito indice. Il cristo è imberbe e porta una lunga capigliatura che si divide in due sul viso. La scena della guarigione del cieco evoca simbolicamente il Cristo come luce del mondo.[18] La scena prosegue sul lato corto destro del sarcofago, ove è rappresentata al centro una lampada che brilla tra due tendine tirate e ai cui lati due colombe simmetriche sembrano abbagliate dalla luce della lampada.[16]

#### Il transetto
Il transetto nord est è troncato da un oculo e quello a sud da un arco a tutto sesto. In ciascun braccio, nicchie con grata ospitano una collezione di reliquiari. Al fondo del transetto sud è esposto un dipinto di Dominique Papety rappresentante San Giuseppe e il Bambino Gesù, mentre il transetto nord è decorato da una tavola di Michel Serre rappresentante la Vergine. Nel transetto sud si trova l'accesso alla sacrestia.

#### Il coro

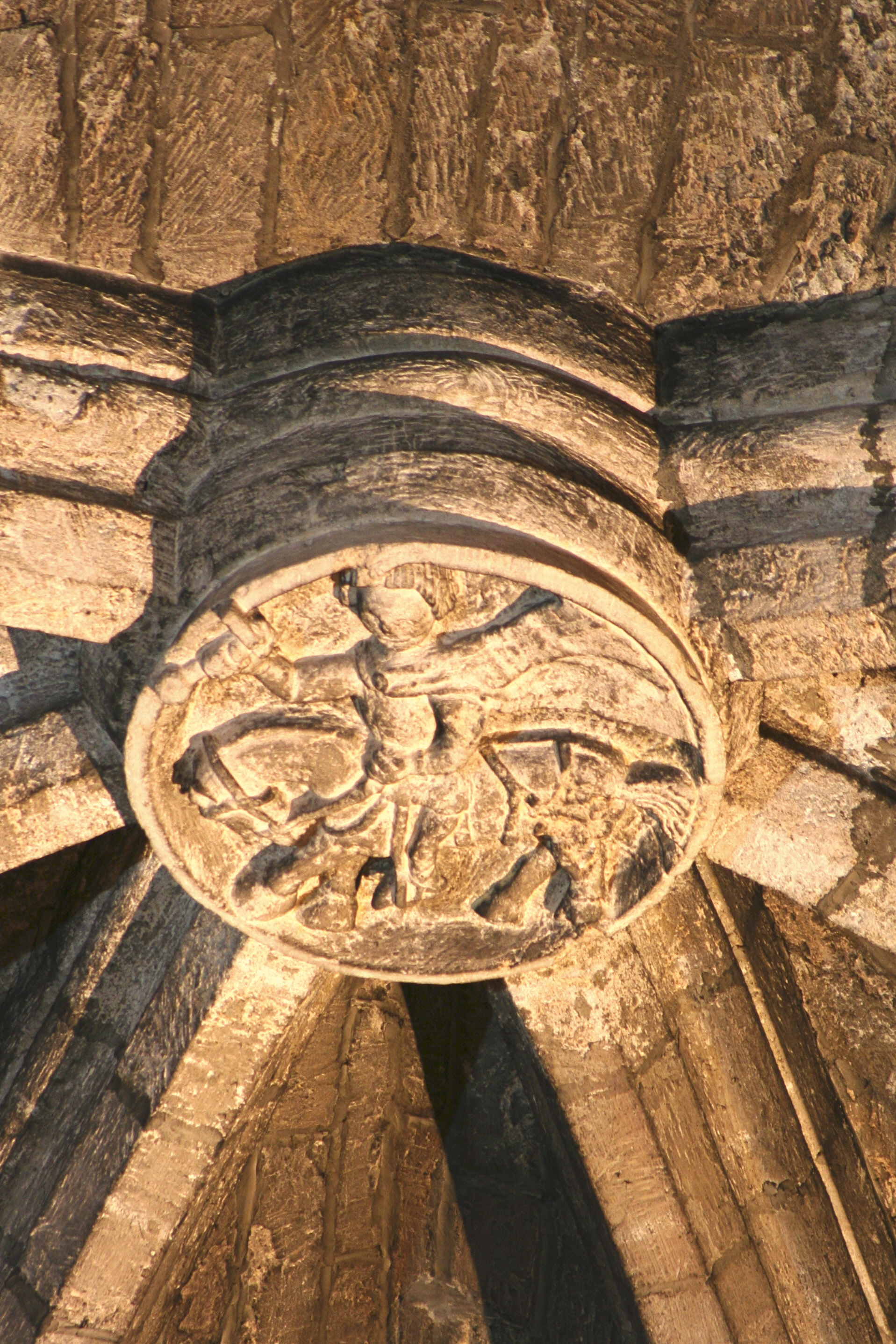
Chiave di volta.

La parte orientale, dal lato di rue Saint-Victor, che comprende transetto e coro, fu ricostruita da papa Urbano V. L'abside a cinque falde è fiancheggiata da quattro enormi contrafforti merlati. Essa formava un aggetto sulla cinta del monastero e costituiva una vera e propria fortezza con muri che arrivavano fino a 3,25 metri di spessore. Il piede dei muri è del tipo a scarpata.

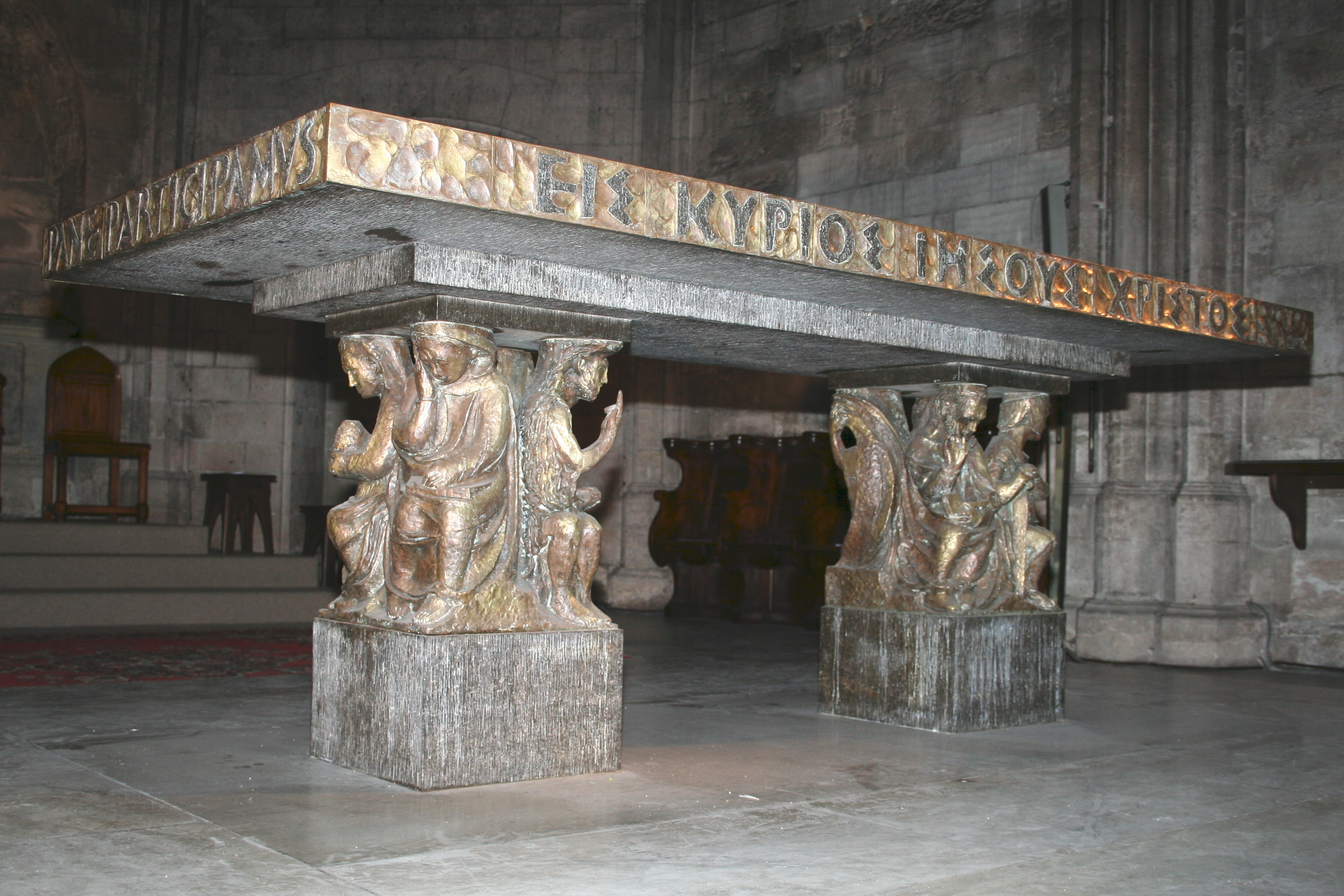
Altar maggiore di Jean Bernard e dei compagnons du devoir.

L'abside è rischiarata da tre aperture strette poste in profonde strombature. A fianco del vangelo (a sinistra) si trova un loculo, che è tutto ciò che rimane del monumento funerario scolpito nel 1372 per papa Urbano IV.
Il tabernacolo e l'altare maggiore, consacrati nel 1966, sono opere di Jean Bernard e dei compagnons du Devoir. L'altare maggiore è in pietra e bronzo. Sul fregio si trovano le parole di san Paolo (in greco): «Un solo Signore Gesù Cristo». Quest'altare è sostenuto da due piedi formati da quattro statue ciascuno:
- san Vittore, san Pietro, san Paolo, san Cassiano
- San Giovanni Battista, Papa Urbano V, san Lazzaro, santa Maria Maddalena.[10]

La chiave di volta del coro risale agli anni 1360-1370. Essa rappresenta san Vittore a cavallo. Le bardature e i rivestimenti del cavallo sono rappresentati molto fedelmente..

Schema delle cripte dell'abbazia

### La cripta
| A- Scala d'accesso            | |
| B- Cappella di San Mauronto   | 1- Quattro del numero dei sette dormienti di Efeso 2- Sarcofago dei compagni di san Maurizio 3- Sarcofago di san Maurizio                                                                                 |
| C- Cappella di Isarn          | 4- Pietra tombale di Isarn 5- Sarcofago di sant'Eusebio 6- Sarcofago delle compagne di Sant'Orsola 7- Epitaffio di Glazinis 8- Affresco dei monaci muratori                                               |
| D- Cappella di Sant'Andrea    | |
| E- Antica sacrestia           | 9- Epitaffio di Fortunato e Volusiano 10- Sarcofago del Cristo in trono 11- Sarcofago delle pecore e dei cervi 12- Sarcofago dell'Anastasis 13- Coperchio del sarcofago ad acroterio 14- Epitaffio pagano |
| F- Martyrium                  | 15- Vergine nera 16- Sarcofago di San Cassiano 17- Tombe dei santi Crisante e Daria |
| G- Cappella di san Lazzaro    | 18- Sarcofago dei santi Innocenti |
| H- Atrium o piano quadrato    | 19- Mosaico |
| I- Cappella di san Biagio     | |
| J- Cappella di sant'Ermete    | |
| K- Antico accesso alla cripta | |

L'accesso alla cripta avviene attraverso una scala posta al fondo della navata centrale sotto gli organi. Si entra direttamente nella sala della cappella di san Mauronto, che serve, con le altre sale della cripta, da fondamenta alla parte ovest della chiesa superiore.

#### Cappella di San Mauronto

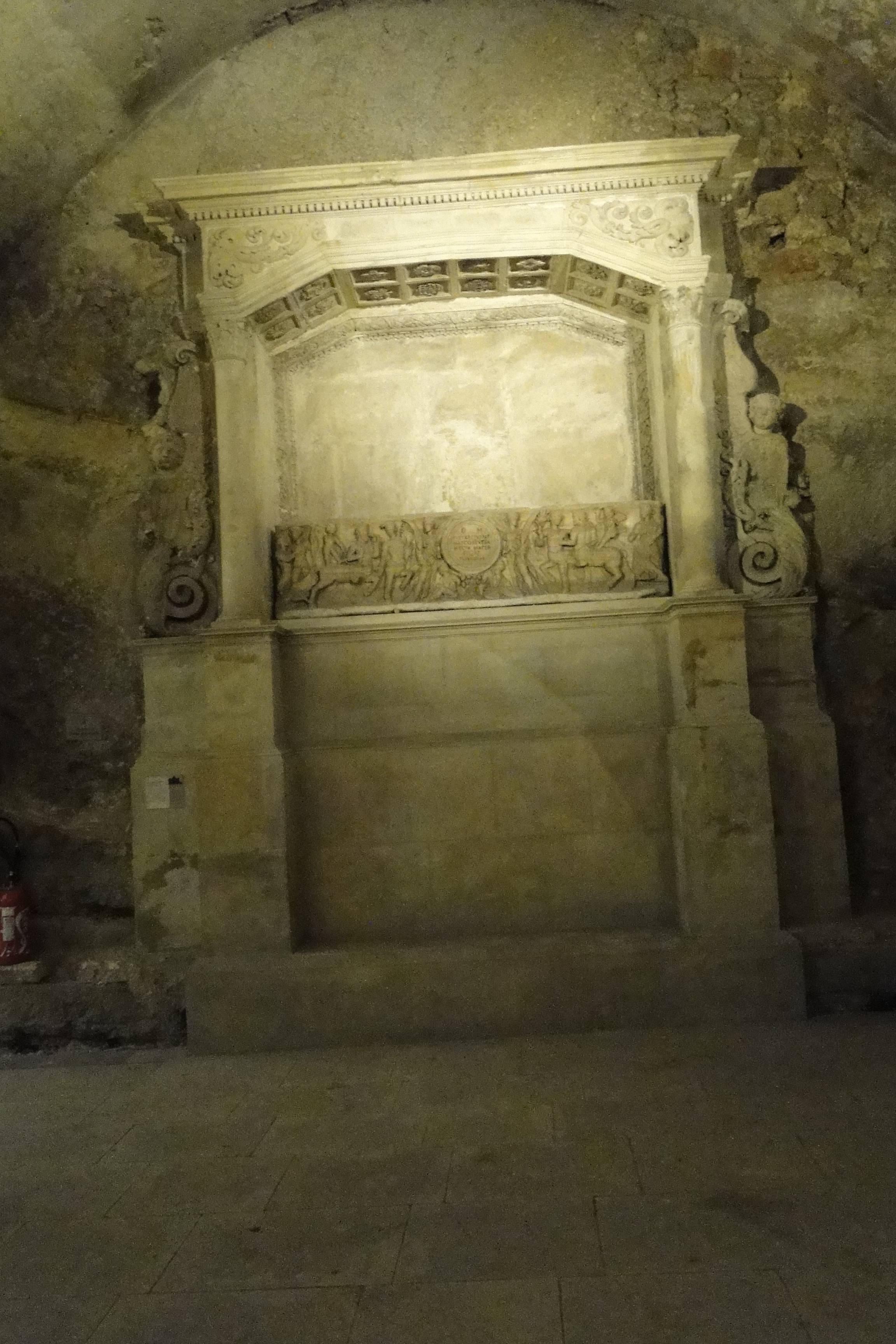
Altare con sarcofago nella cappella di San Mauronto

In questa cappella sono esposti i sarcofaghi di san Mauronto, dei Sette Dormienti, di san Maurizio e dei compagni di san Maurizio. Sulla parere di fronte all'ingresso, vi è un altare con due colonnine sostenute da altrettante pile di blocchi squadrati, sul quale è posto il sarcofago, risalente al II secolo, detto «di san Mauronto». Esso era destinato a una giovane pagana, come recita la scritta (in latino) sullo scudo al centro della scena del lato anteriore: «Agli dei mani di Iulia Quintina, Cossutia Hygia, sua madre all'affezionata figlia.» Il lato grande anteriore del sarcofago mostra la scena mitologica dell'incontro del dio Bacco (a sinistra) con Arianna (a destra). Ciascuno dei due è rappresentato su un carro, preceduto da un corteo di centauri e satiri; al centro due vittorie si appoggiano a uno scudo tondo, sorretto da due barbari (un uomo e una donna) incatenati. Al di sopra del sarcofago vi erano tre statue: al centro quella di San Mauronto, assiso sulla sedia episcopale e ai suoi lati San Maurizio e Sant'Elzearo da Sabrano. La statua di quest'ultimo, l'unica realizzata in pietra, è conservata nel museo lapidario delle cripte.

##### I quattro dei sette dormienti

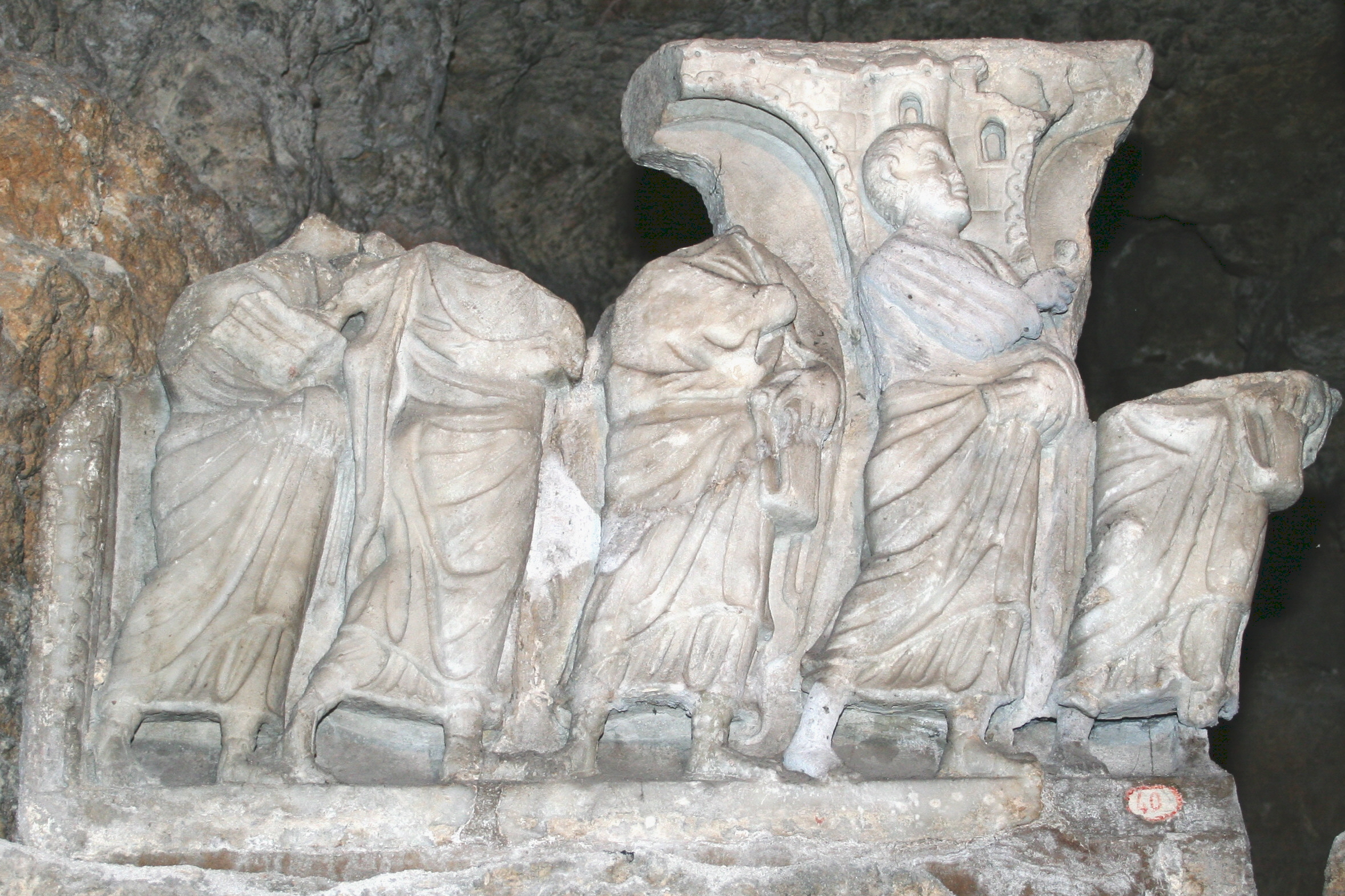
I quattro dei sette dormienti.

Si tratta di un frammento dell'angolo destro di un sarcofago in marmo di Carrara datato alla fine del IV secolo. Esso rappresenta una processione di cinque apostoli; l'opera completa doveva rappresentare al centro Gesù Cristo su un monte mentre affida a san Pietro la Legge, circondato dai dodici apostoli. I personaggi si presentano sotto una decorazione ritmata da merlature e porte fortificate. Secondo Jean-Baptiste Grosson, questo bassorilievo è stato probabilmente portato via da un cimitero per ornare la tomba che i monaci di san Vittore dicevano fosse quella dei Sette Dormienti.
Nella sua storia di Marsiglia, Louis Antoine de Ruffi ha rappresentato questo sarcofago.

##### Sarcofago di san Maurizio
La grande facciata di questo sarcofago (lungo 2,22 metri, largo 0,68 e alto 0,57), detto di san Maurizio, data dalla fine del IV secolo ed è diviso in sette arcate ornate da conchiglie e sostenute da colonne tortili con capitelli derivati da quelli corinzi.
Al centro vi è la figura di un Cristo imberbe, seduto su un trono ai piedi del quale si trova una pecora che leva la testa verso di lui, immagine del defunto chiamato in Paradiso. Da una parte e dall'altra del Cristo si trovano i dodici apostoli raggruppati a due a due: essi sono seduti e portano un rotolo o un libro.
Si riteneva che questo sarcofago avesse contenuto le spoglie di San Maurizio, capo della legione Tebana che fu martirizzato con molti compagni per essersi rifiutato di massacrare gli abitanti cristiani di un villaggio del Vallese. L'assonanza fra Mauritius e Maurontius può aver determinato la presenza dei due sarcofagi nella stessa cappella.

##### Sarcofago dei compagni di san Maurizio

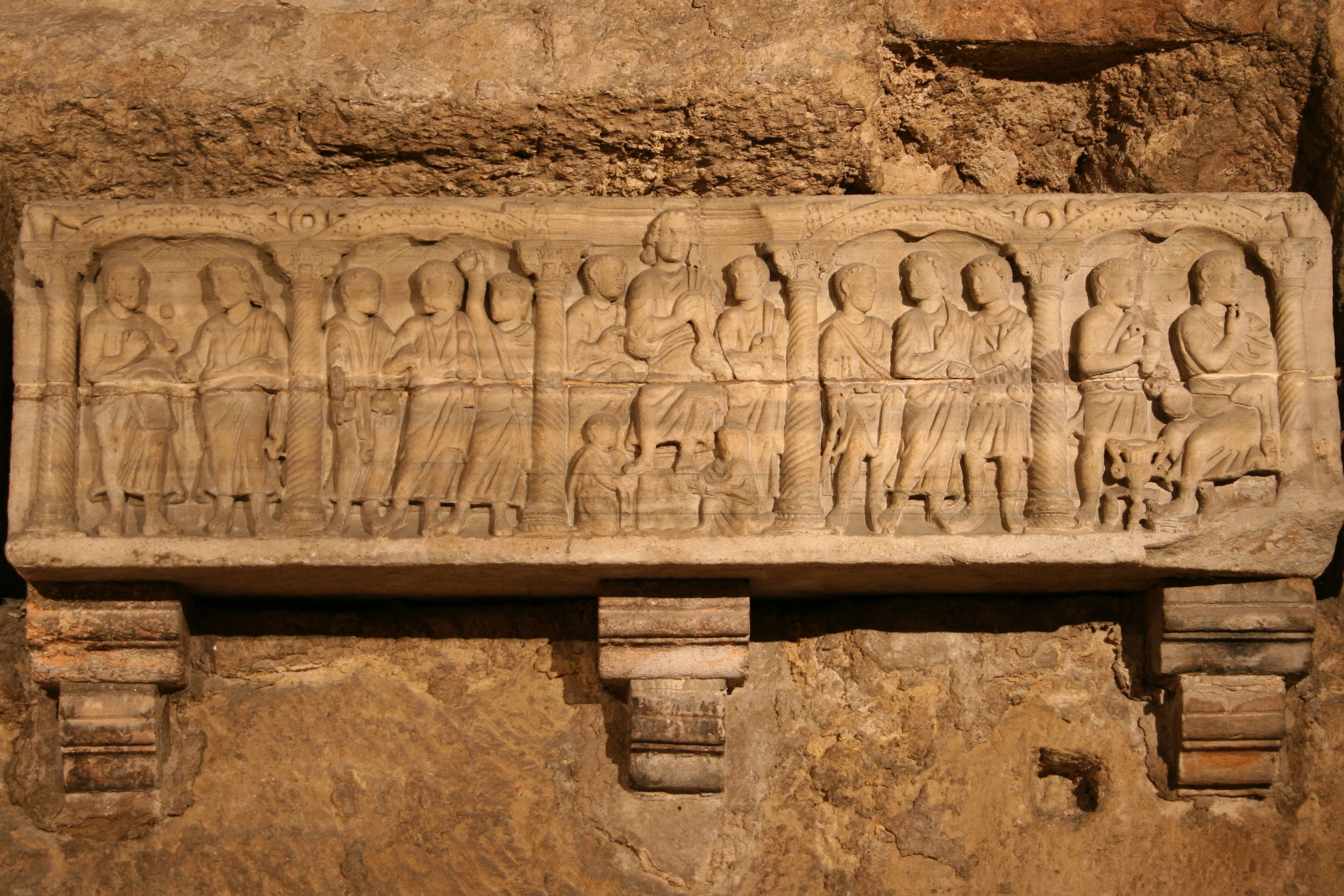
Compagni di san Maurizio.

Questo sarcofago (2,10 m x 0,55) è in marmo di Carrara e datato al IV secolo. La grande facciata è divisa in cinque compartimenti con, al centro, il Cristo che insegna a due apostoli: Pietro e Paolo, da cui la denominazione di "Cristo dottore". A destra vi sono figure dell'arresto di Gesù e poi della sua comparsi dinnanzi a Ponzio Pilato al quale viene portata una bacinella per che vi si lavi le mani. A sinistra il Cristo compare all'apostolo Paolo rappresentato barbuto e con la fronte sguarnita. Poi è rappresentata la lapidazione di Paolo a Listra.

#### Cappella di Isarn
In questa cappella si trova, a un livello inferiore della scala di accesso, la pietra tombale dell'abate Isarn. Sulla parte est della cappella sono esposti, ciascuno in una nicchia: il sarcofago di santa Eusebia, quello delle compagne di Sant'Orsola e praticamente di fronte alla pietra tombale di Isarn, l'epitaffio di Ugo di Glazinis. Infine, su una volta, un frammento di affresco rappresenta dei monaci muratori.

##### Pietra tombale di Isarn
Questa piastra è stata tagliata nel fondo di una vasca del sarcofago di cui riporta la forma. L'abate Isarn è rappresentato giacente su questa lunga lastra terminata da due semicerchi il cui centro è tuttavia rettangolare e più largo. Il corpo non compariva che nei due semicerchi: la testa e il bastone pastorale in uno, i piedi nell'altro. La piastra rettangolare porta un'iscrizione tracciata su otto linee. Parimenti, su ogni semicirconferenza, è incisa un'iscrizione più piccola, come sulla barra a T del bastone pastorale. Queste iscrizioni datano dall'XI secolo e sono quindi state realizzate poco dopo il decesso di Isarn, avvenuto nel 1047.
les membres rendus glorieux par tant de mérites. 

Son âme, elle, est heureusement parvenue aux cieux.
De mœurs exceptionnelles et d'esprit pacifique

il était accompli en toutes formes de vertu.
Homme de Dieu, il était pour tous et en tout joyeux.

Ce qu’il enseigna il le mit en pratique, abbé bon et bienheureux.
De ses disciples aussi il fit des hommes bons.

Telle fut sa règle de vie
et contraint de passer le seuil de l’existence

c’est avec courage qu’il la quitta.
Il régit, fidèle, deux fois dix plus sept (27) ans,

le doux troupeau du Seigneur à lui confié,
qu’il abandonna le huit des calendes d’octobre (24 septembre)
pour entrer dans le lumineux royaume.»

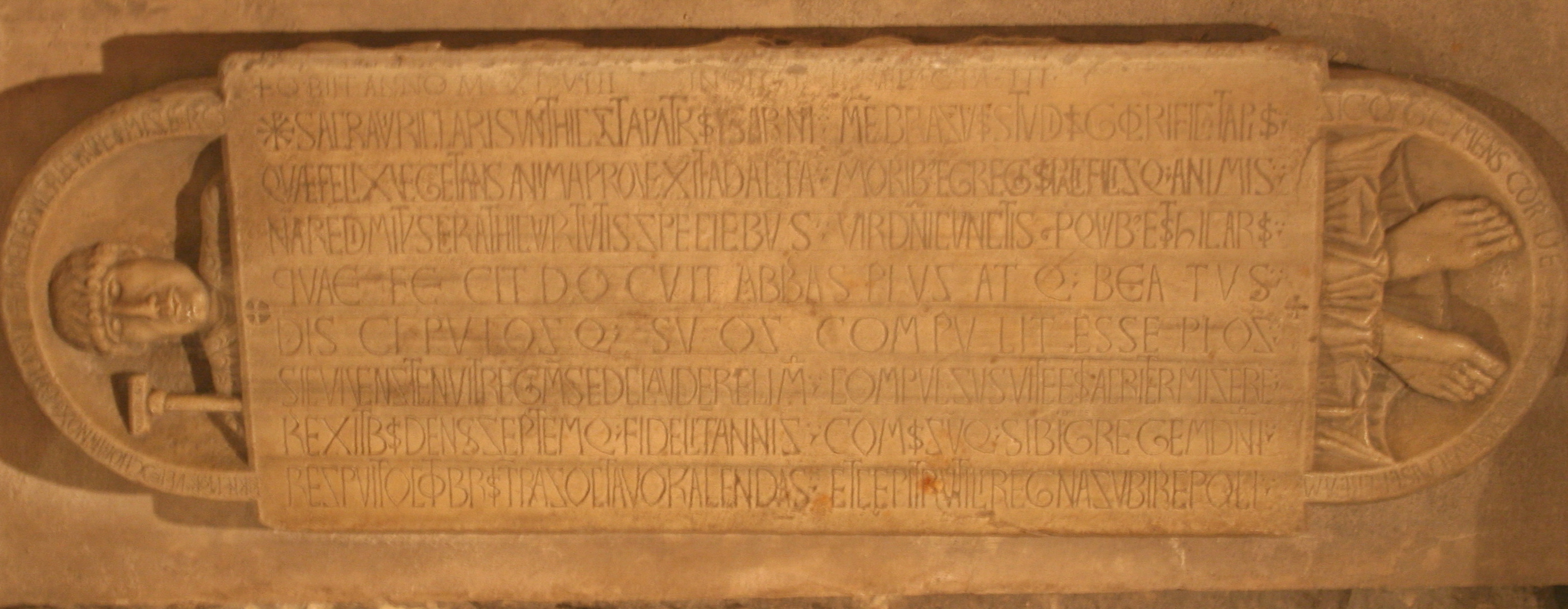
Pietra tombale d'Isarn.

(Padre Paul Amargier, traduzione in lingua francese dell'iscrizione sulla piastra della tomba di Isarn, riprodotta in  Charles Seinturier, Marseille chrétienne dans l'histoire, p. 134 e qui ripresa in lingua italiana)
(Vedi sopra, scritta intorno alla testa d'Isarn)
(Vedi sopra, scritta intorno ai piedi d'Isarn)

##### Sarcofago di santa Eusebia

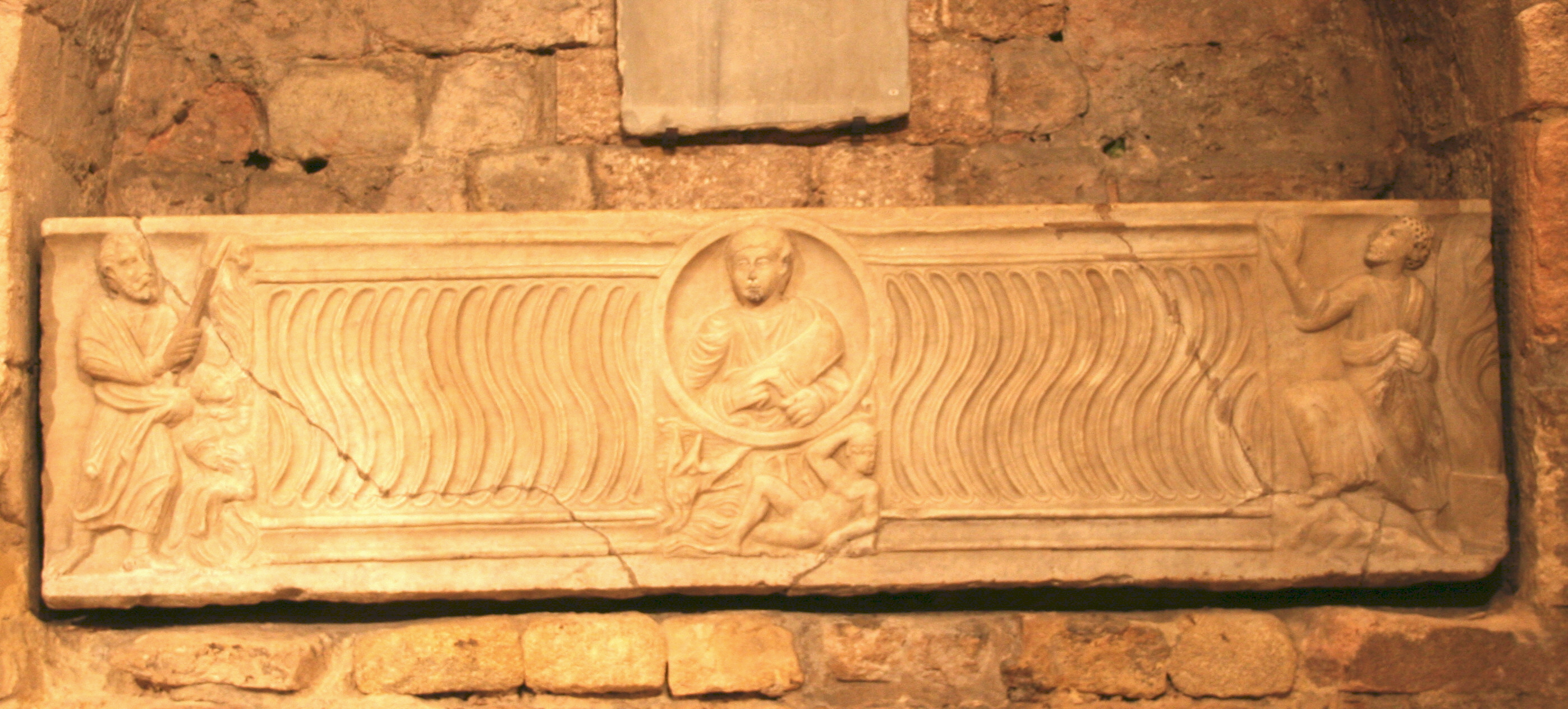
Sarcofago di santa Eusebia

Louis Antoine de Ruffi ha illustrato questo sarcofago nella sua Storia della città di Marsiglia. Al centro del sarcofago (Lunghezza 2,05 m; larghezza 0,62; altezza 0,54), datato all'inizio del IV secolo, è raffigurato un medaglione con un ritratto inquadrato da due pannelli di strigili. Sotto il medaglione è rappresentato Giona, con il pesce che lo ha inghiottito e poi rigettato. A destra, Mosè riceve le Tavole della Legge. A sinistra, Mosé rompe il suo bastone su una roccia per farne sgorgare l'acqua.
Sul muro sopra la lastra un epitaffio recita: «Qui riposa in pace Eusebia, grande religiosa, serva di Dio, che visse nel secolo dopa la sua nascita per quattordici anni secolari e, allorché fu scelta da Dio, servì cinquant'anni nel monastero di Saint-Cyr. Ella se n'è andata la vigilia delle calende di ottobre, l'anno sesto dell'indicazione». Si tratta certamente di una nota badessa, ma non si sa di quale convento, né si riesce a conoscere l'anno.

##### Sarcofago delle compagne di sant'Orsola

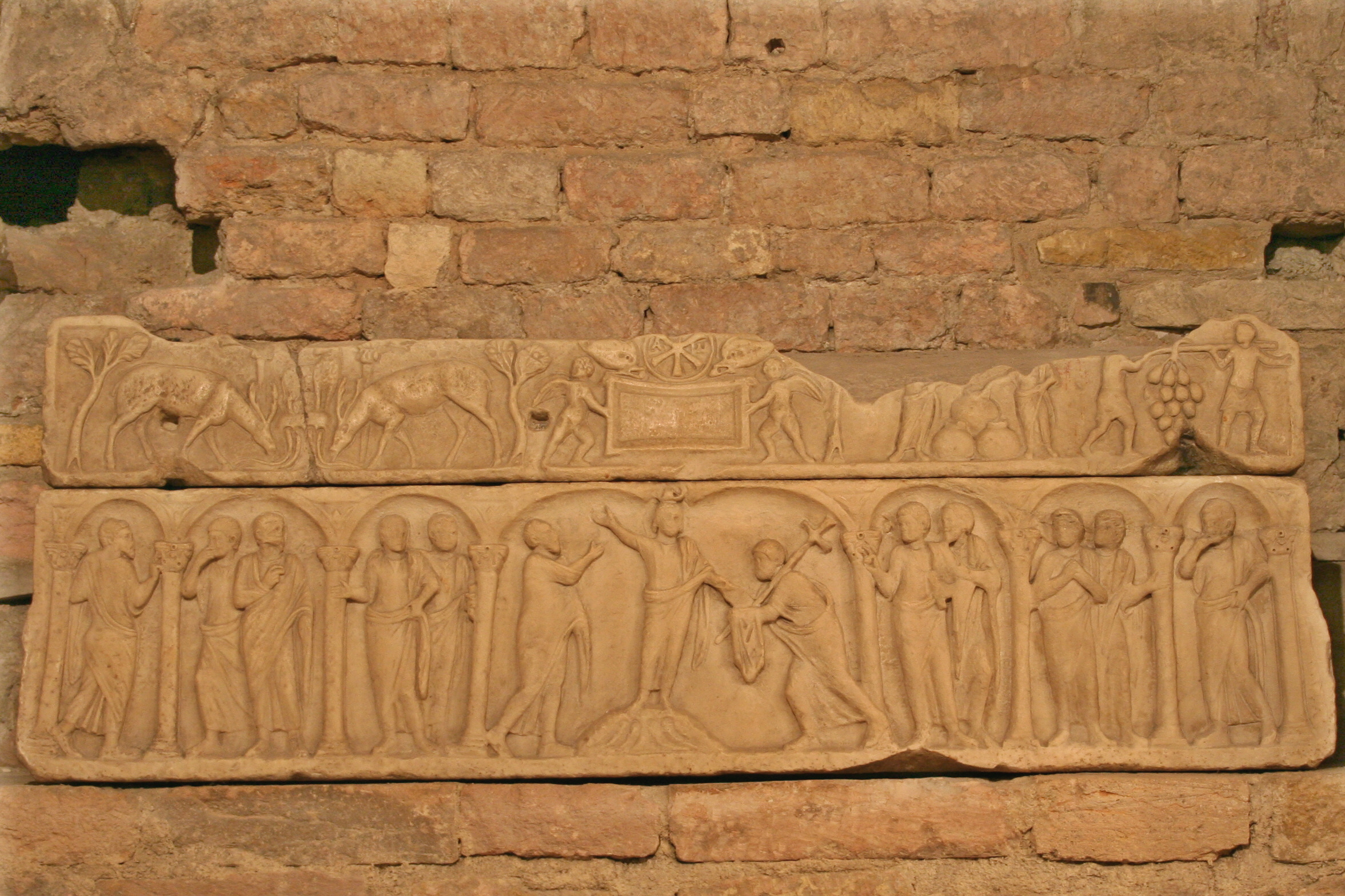
Sarcofago delle compagne di sant'Orsola

Secondo la leggenda si tratta di giovani fanciulle di Colonia che furono trucidate insieme a Sant'Orsola allorché rientravano da un pellegrinaggio a Roma.
Questo sarcofago (lunghezza 1,92 m, larghezza 0,65, altezza 0,43)
data dalla prima metà del V secolo. La facciata anteriore è divisa da sette arcate poggianti su colonne. Al centro Gesù, coronato dalla mano di Dio, è in piedi su un monte dal quale sgorgano quattro fiumi. Egli si trova fra san Pietro, che porta una croce, e san Paolo, con da ogni lato cinque apostoli. Sul fregio del coperchio sono raffigurati, a sinistra, due cervi che si abbeverano tra due alberi: la scena rappresenta il paradiso. Al centro, due angeli portano una cornice sulla quale sono rappresentati due delfini con al centro un monogramma di Cristo. A destra sono raffigurati il miracolo delle nozze di Cana e quello del grappolo della Terra Promessa.

##### Epitaffio di Ugo di Glazinis
Ugo di Glazinis fu sacrista della chiesa e nel XIII secolo fu responsabile del completamento dell'edificio religioso, lasciato fino a quel momento incompiuto. Il cantiere riprese i lavori sotto la sua responsabilità nel 1201 ed egli lo seguì fino alla sua morte, avvenuta nel 1250.
Questa lastra funeraria risale al XIII secolo. Essa è attualmente amputata del suo angolo inferiore destro ma è stata rappresentata intatta da Louis Antoine de Ruffi. In basso a sinistra è rappresentato il portale dell'abbazia sormontato dal campanile fiancheggiato da due torri. Al centro si trova una croce di Malta, la parte superiore tra sole e luna e quella inferiore tra due candelabri; a destra un prete vestito con gli abiti sacerdotali, in posizione di preghiera.

##### I monaci muratori

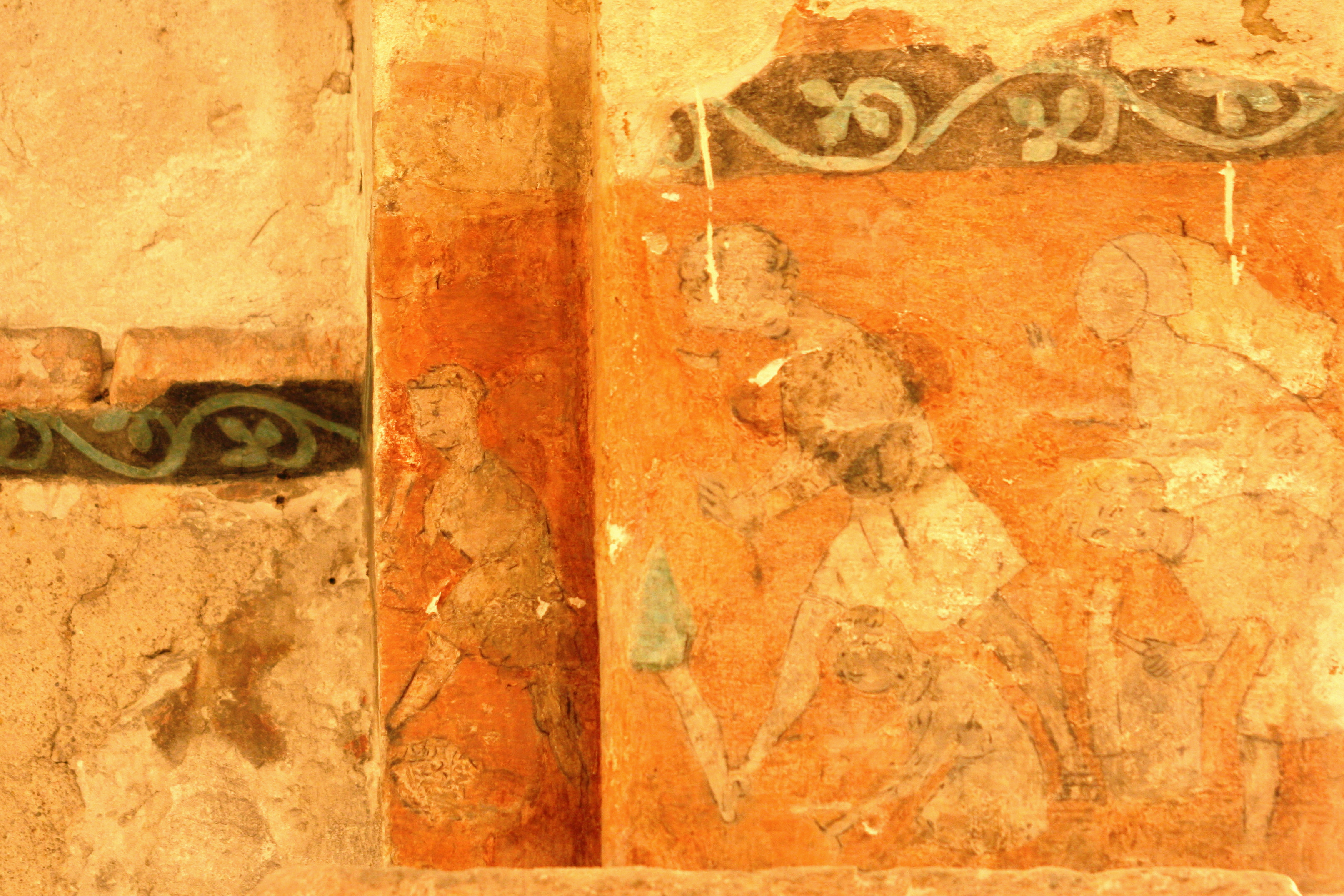
I monaci muratori

Un resto di pittura murale del XIII secolo figura su un arco doppio della cappelle di Isarn. Su questo frammento di affresco su fondo rosso, contorno nero e tuniche blu turchese, si riconosce una scena di cantiere di costruzione. I gesti degli operai sono premurosi. Uno maneggia un utensile da tagliatore di pietre, dietro di lui un altro operaio, il capo coperto da un cappuccio, avanza curvo sotto il carico di pietre, davanti un terzo operaio maneggia un badile, mentre un quarto avanza con un utensile da conciatetti. L'artista ha rappresentato i corpi del mestiere di coloro che lavorarono nel XIII secolo alla costruzione della chiesa superiore.

#### Cappella di Sant'Andrea

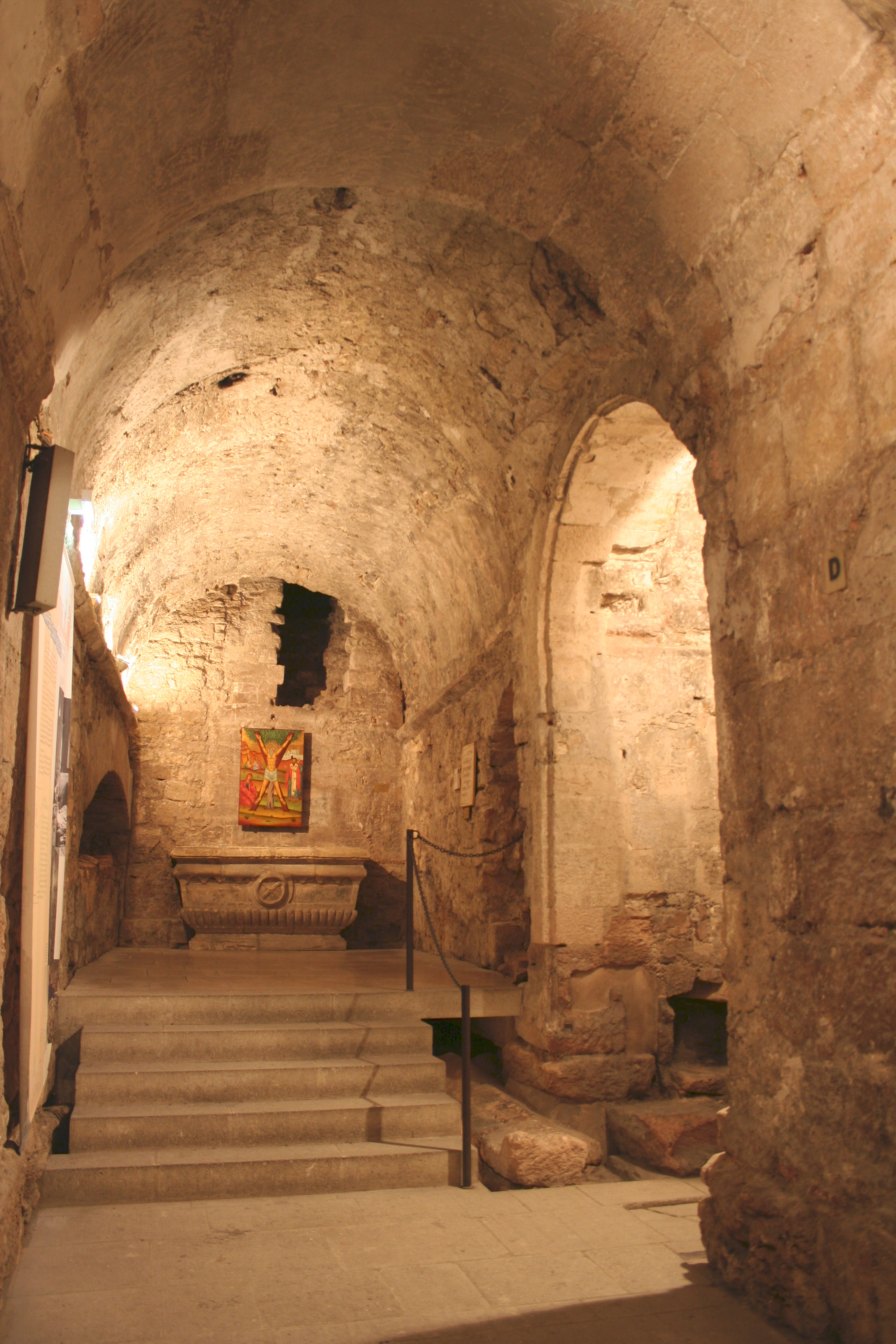
Cappella di Sant'Andrea.

A partire dalla cappella di Isarn, dirigendosi verso nord, si accede alla cappella di Sant'Andrea, che è inglobata nella torre di Isarn. In questa cappella si trovò una croce a X che proveniva da un furto eseguito a Patrasso, in Grecia, da qualche signore della quarta crociata e contenente le reliquie di sant'Andrea. Essa fu restituita il 19 gennaio 1980 da una delegazione dell'arcidiocesi di Marsiglia e della parrocchia di San Vittore, condotta dal cardinale Roger Etchegaray, arcivescovo di Marsiglia, all'archimandrita della chiesa greca, che in ringraziamento fece dono di una icona con l'effigie del santo. Un'apertura a est permette di osservare degli scavi e qualche sarcofago in loco.

#### Antica sacrestia
A ovest della cappella di Sant'Andrea si trova una sala, scoperta nel 1857, detta "antica sacrestia". In questa sala sono esposte varie vestigia, in particolare: l'epitaffio di Fortunato e Volusiano, il sarcofago del Cristo in trono, il sarcofago delle pecore e dei cervi, un frammento del sarcofago dell'Anastasis, un coperchio di sarcofago ad acroteri e un antico epitaffio pagano.
Entrando in questa sala si nota la base destra della torre di Isarn, realizzata in pietra ben tagliata. La precisione di questa costruzione contrasta con la rusticità di quelle anteriori e autorizza ad attribuire l'edificazione della torre a un periodo in cui si possedevano tutt'altri mezzi tecnici e finanziari, diciamo all'inizio del XII secolo.

##### Epitaffio di Fortunato e Volusiano

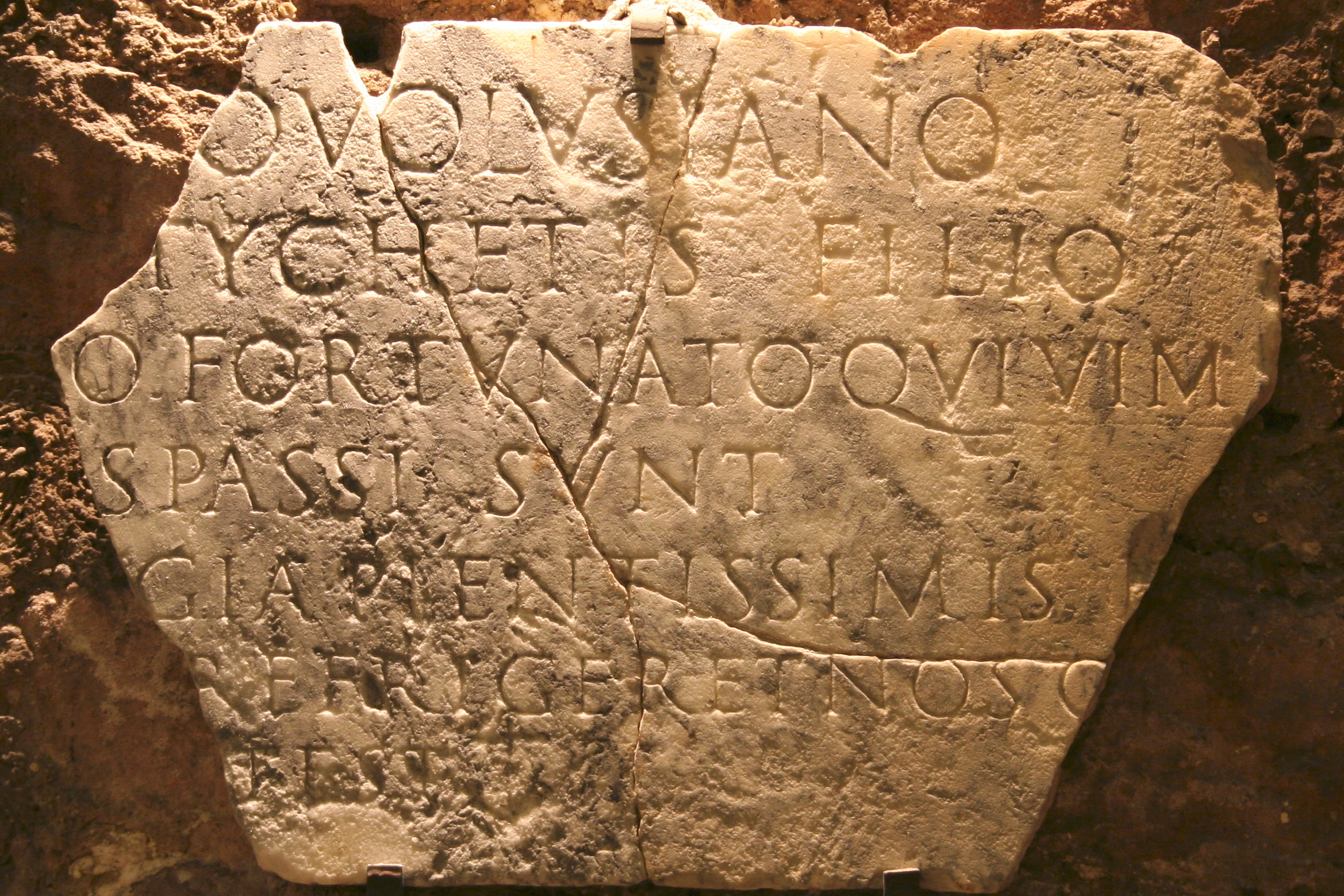
Epitaffio di Volusiano e Fortunato.

Il deposito lapidario che occupa l'antica sacrestia della cripta di San Vittore contiene una lastra in marmo ritrovata nel 1839 sulla quale è incisa una celebre iscrizione, incompleta sui due bordi. Essa è oggetto di una controversia da parecchi anni, poiché essa può, a seconda dell'interpretazione, dimostrare l'anzianità del martirologio marsigliese.
Due ipotesi sono state prese in considerazione secondo la ricostruzione proposta per il testo mancante. Per alcuni, si trattava di un'iscrizione cristiana riferita al martirio di Volusiano e Fortunato, morti sul rogo durante la persecuzione di Decio a metà del III secolo. Il simbolo dell'ancora era uno dei segni adottati dai cristiani e le formule utilizzate non lascerebbero adito a dubbi. Per altri storici più recenti, si tratterebbe semplicemente di un'iscrizione commemorante la memoria di due marinai vittime di un naufragio..

##### Sarcofago del Cristo in trono

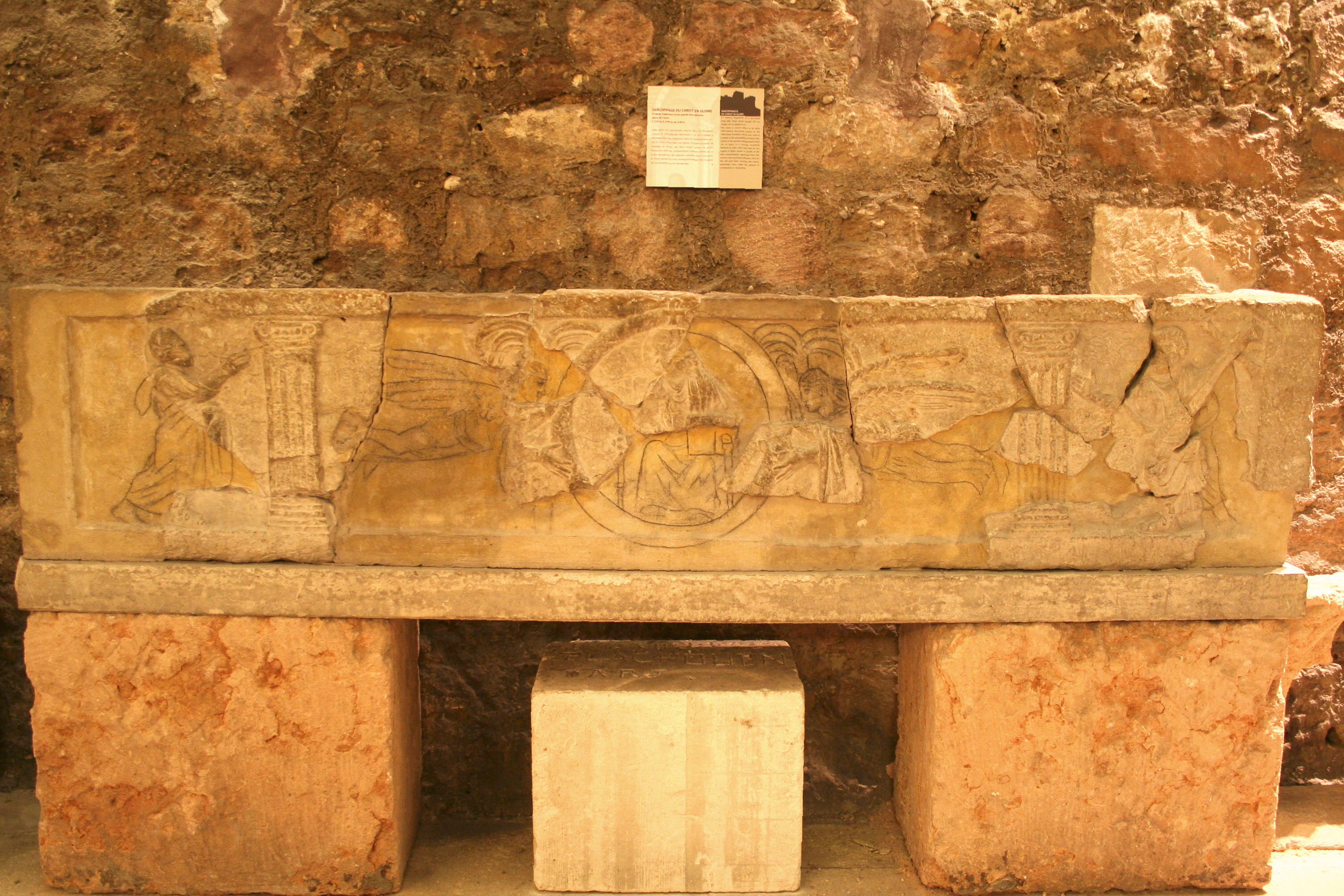
Sarcofago del Cristo in trono.

Questo sarcofago (lungo 2,07 metri e alto 0,44) in pietra di Cassis data dal V secolo. Non ne sussistono che alcuni frammenti che ne hanno permesso la ricostruzione grazie ad antichi disegni conservati. Al cento Gesù è rappresentato in un medaglione portato da due geni alati; egli è assiso in trono con un libro aperto in mano. Alle due estremità san Paolo a destra e san Pietro a sinistra, portano la croce e, volti verso Cristo, lo acclamano.

##### Sarcofago delle pecore e dei cervi

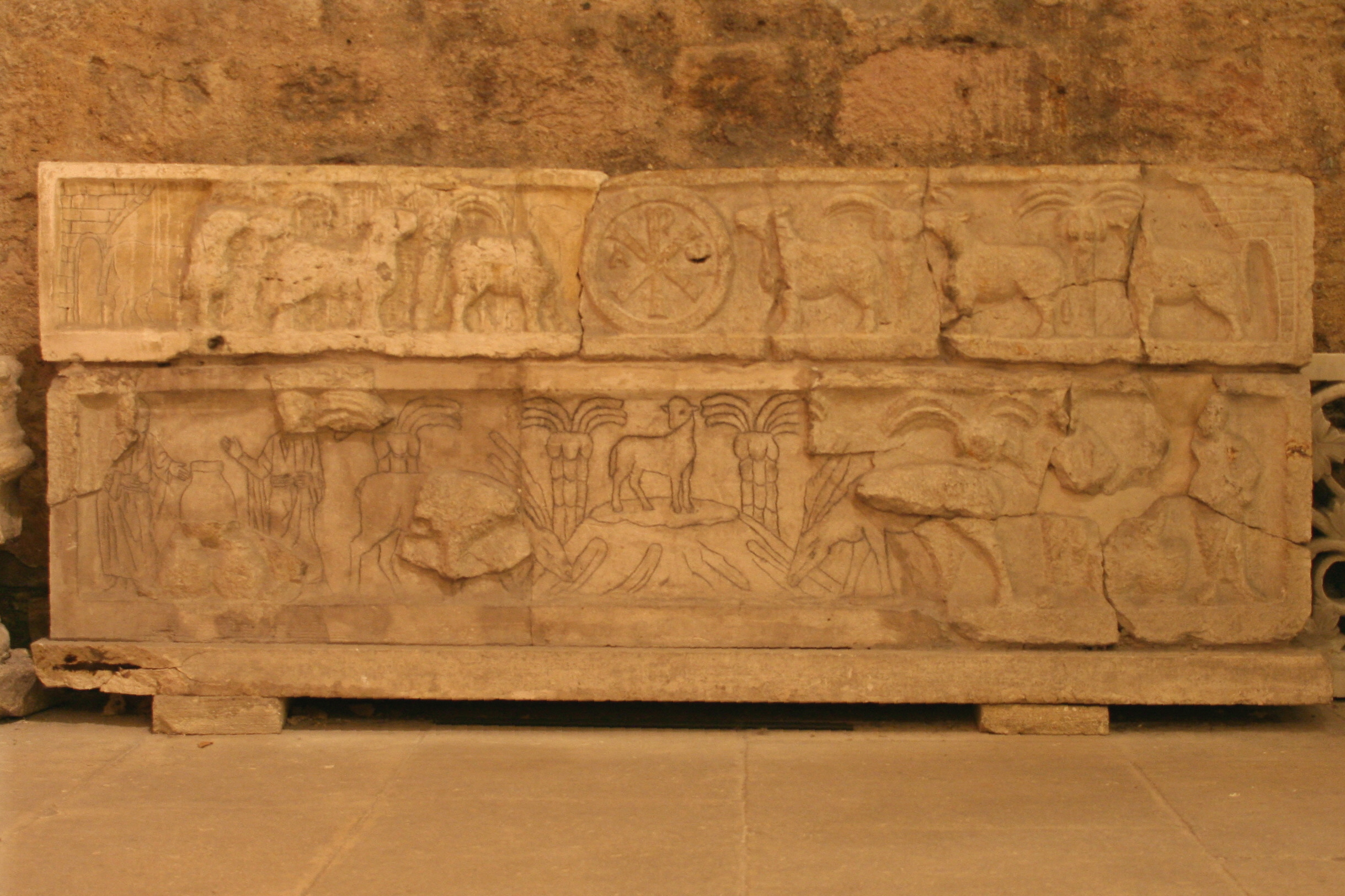
Sarcofago delle pecore e dei cervi.

Questo sarcofago in pietra di Cassis di 2 metri di lunghezza data dal V secolo. Esso ha potuto essere ricostruito grazie ad antichi disegni di Louis Antoine de Ruffi e di Joseph Marchand. Le scene rappresentate sono: al centro, l'agnello divino in piedi su una montagna dalla quale scorre il fiume del Paradiso, a sinistra e a destra, rispettivamente, i miracoli di Cana e della moltiplicazione dei pani e dei pesci. Il coperchio è ornato da due gruppi di tre pecore ciascuno che si dirigono verso il centro ove sta il monogramma di Cristo, con un ρ latinizzato e tre lettere A (Alfa maiuscolo) e ω (omega minuscolo).

##### Frammenti del sarcofago «de l'Anastasis»
Si tratta di frammenti d'un sarcofago in marmo di Carrara datato dalla fine del IV secolo e detto dell'Anastasis (Risurrezione). Tra le quattro arcate conservate si trova il compartimento centrale originale che rappresenta la croce sormontata dal monogramma di Cristo. I soldati a guardia della tomba da una parte e dall'altra dell'asta rappresentano i barbari sconfitti. I due apostoli, che acclamano il motivo centrale, sono, a destra, San Paolo, con la fronte libera e, a sinistra, san Pietro. Sulle altre arcate figurano gli altri apostoli.

##### Coperchio di sarcofago ad antefissa

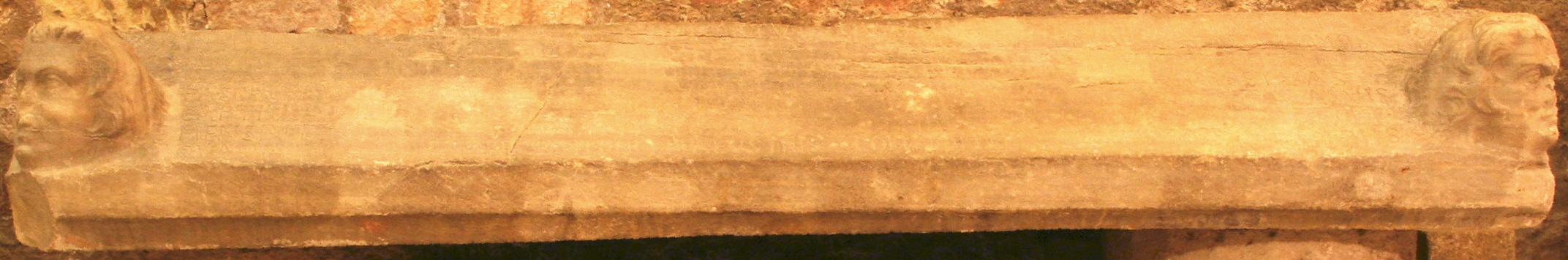
Coperchio di sarcofago ad acroteri.

Questo coperchio di sarcofago è ornato sul lato anteriore da due acroteri rappresentanti teste di uomo a lunga capigliatura ondulata. Su questo lato anteriore una lunga iscrizione datata dal reimpiego nei secoli V e VI è incisa per glorificare una nobildonna di nome Eugenia.

##### Antico epitaffio pagano
Questa stele funerari della seconda metà del II secolo è stata scoperta nel reimpiego nella muratura medievale. La formula funeraria DM incisa all'interno di un semicerchio significa "agli dei Mani (Dis Manibus).

#### Ilmartyrium

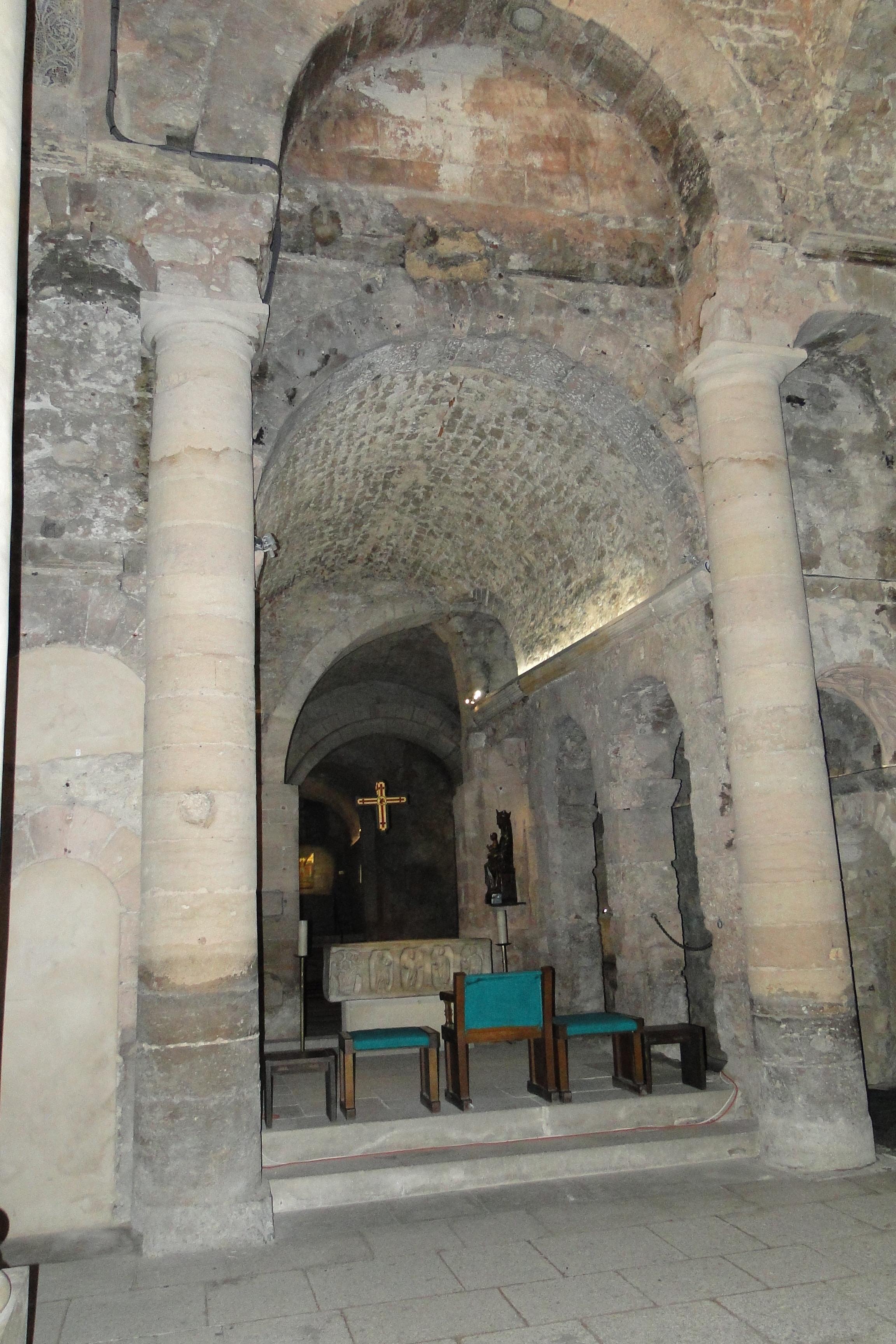
Chiesa di San Vittore, il Martyrium

Il martyrium si trova al di sopra delle due tombe gemelle datante dalla fine del IV secolo, scavate nella roccia. Queste tombe di direzione nord-sud sono bloccate da lastre grezze in pietra di Cassis e racchiudono i corpi di due uomini. L'interpretazione tradizionale, dagli scavi archeologici effettuati nel 1963 da Fernand Benoit, consiste nel considerare questi corpi come quelli di due martiri, da cui il nome di martyrium.
Su queste tombe fu eretta nell'epoca paleocristiana una piccola basilica la cui struttura è ancora percepibile nonostante i rimaneggiamenti avvenuti nel medioevo. Questa basilica era costituita da una navata centrale di modesta larghezza (3,17 m), con volta a botte, e navate laterali con archi doppi sostenuti da pilastri quadri in pietra del cap Couronne. La navata laterale destra, a ovest, è stata fortemente modificata nel medioevo.
Contro il pilastro sinistro, all'ingresso della navata centrale, è posta le Vergine Nera o Nostra Signora della Confessione, mentre il sarcofago di san Giovanni Cassiano è posto in centro.

##### La Vergine nera o Notre-Dame de la Confession

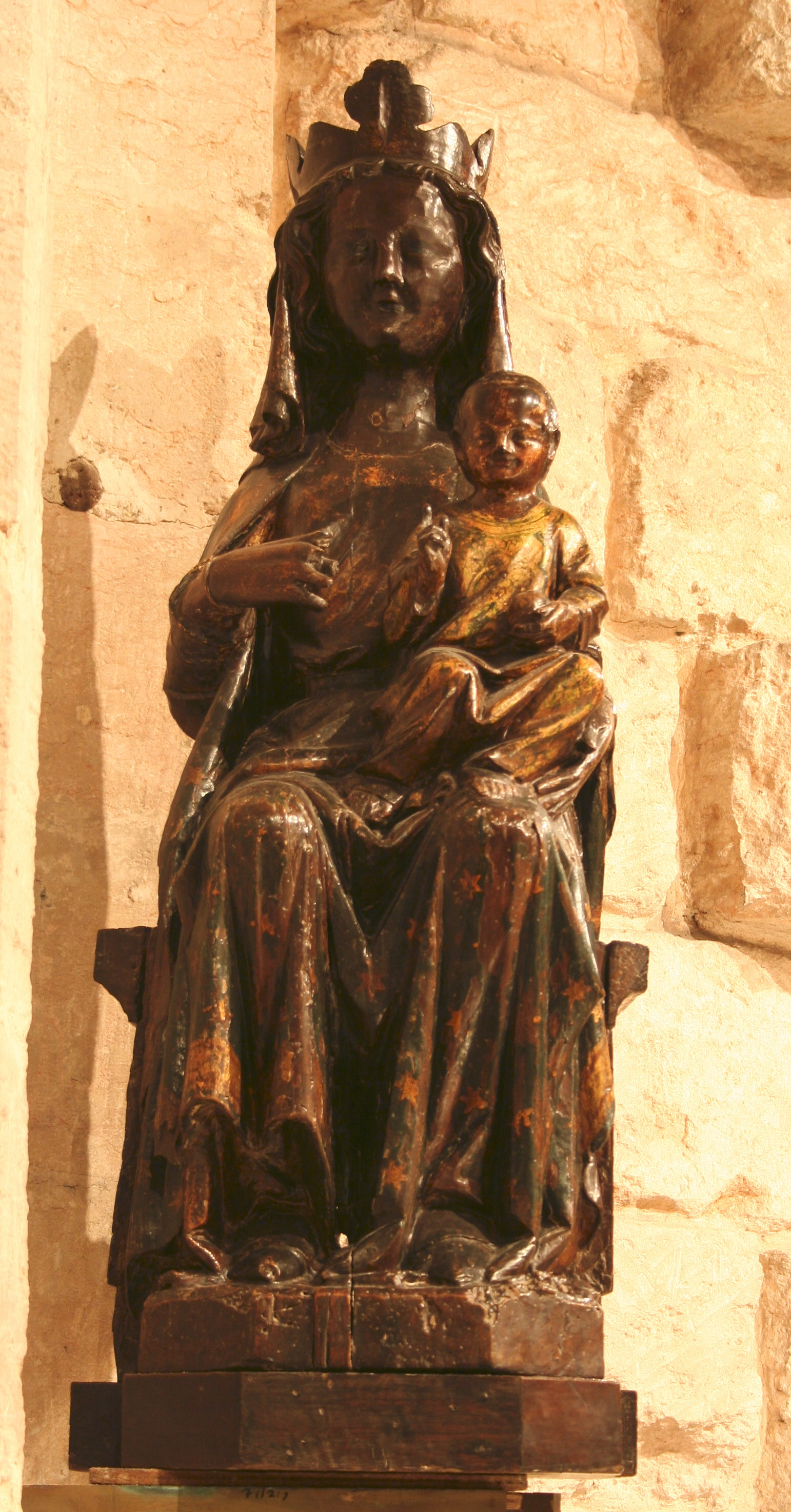
La Vergine Nera, statua in legno di noce

Questa statua, alta 98 cm, in legno di noce, che si è annerita con il tempo, risale al periodo tra la fine del XII secolo e l'inizio del XIV. Durante la rivoluzione francese la statua poté essere salvata, ma il tesoro, costituito da vesti e gioielli, è andato disperso nel 1794 La statua fu venduta all'asta e aggiudicata a M. Laforêt, ufficiale municipale; fu successivamente esposta in diverse chiese per poi venire solennemente riportata a San Vittore il 20 maggio 1804..
La Vergine Maria, incoronata e velata, troneggia in maestà tenendo con la mano sinistra il Bambino Gesù sulle sue ginocchia. Essa è particolarmente onorata il 2 febbraio, giorno della Candelora.

##### Sarcofago di Giovanni Cassiano

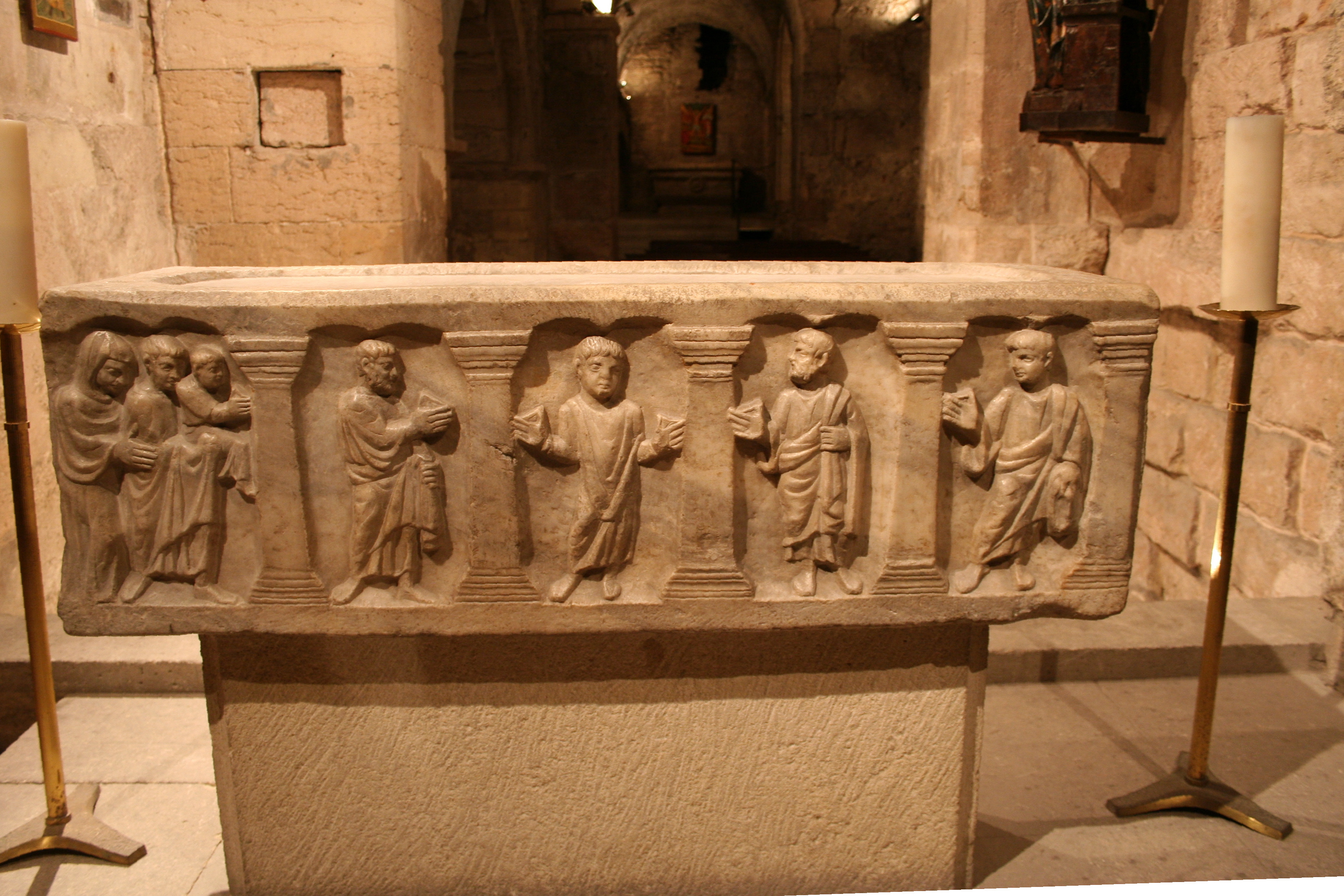
Sarcofago di san Giovanni Cassiano.

Questo sarcofago (lungo 1,40 metri, largo 0,48 e alto 0,45) in marmo di Saint-Béat, era destinato a un bambino e data dalla prima metà del V secolo. È compartimentato in cinque nicchie separate da pilastri. A sinistra i genitori presentano il bimbo morto. Al centro, un giovane uomo è rappresentato con due braccia alzate in segno di preghiera. Le altre tre sono occupate da santi.

##### Tomba dei santi Crisante e Daria
Questo sarcofago di 2,14 metri di lunghezza in marmo di Carrara data dalla fine del IV secolo. La facciata grande del sarcofago è divisa in sette compartimenti, scanditi non da colonne o pilastri come usuale, ma da alberi frondosi. Al centro, è rappresentata una croce eretta su una montagna dalla quale nascono i fiumi del Paradiso e ai quali si abbeverano due cervi. Nei tre compartimenti di sinistra sono raffigurate tre scene della vita di San Paolo rappresentato acclamante Cristo, arrestato da un soldato e martirizzato. A destra la vita di San Pietro rappresentato che acclama Cristo, lo rinnega e poi viene arrestato.

#### Cappella di San Lazzaro

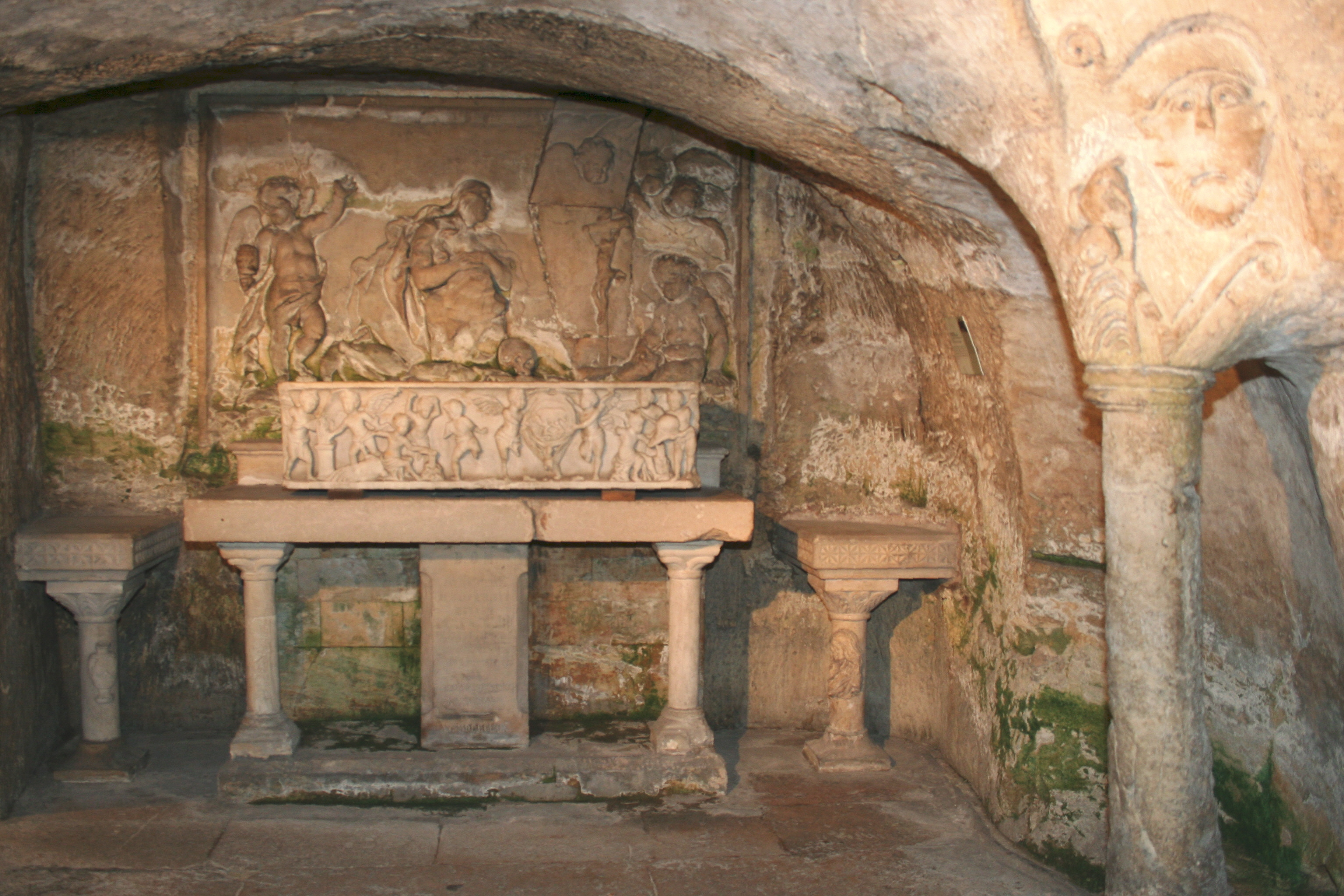
Cappella di San Lazzaro.

L'ingresso di questa cappella è inquadrato da due pilastri: a sinistra, uno attualmente non visibile, poiché protetto da una cassaforma di legno e, a destra, una colonna rotonda tagliata nella roccia, sul cui capitello figura una testa umana. Questa figura rappresenterebbe Lazzaro, vescovo di Aix-en-Provence, venuto a Marsiglia. Solo la testa, i cui tratti denotano un netto arcaismo, è rappresentata con accanto una croce tenuta in mano.
Il sarcofago (Lungo 1,30 metri, largo 0,36 e alto 0,33) è detto « dei santi innocenti ». È in marmo bianco, daterebbe dal II secolo e sarebbe stato scoperto nel 1628. La facciata anteriore è divisa in quattro gruppi: a sinistra due amorini forgiano uno scudo rotondo, di seguito tre amorini forgiano un gambale, poi due tengono un disco poggiante sulla testa di una sfinge e raffigurante Romolo e Remo allattati da una lupa e infine tre amorini forgiano un elmo..
Sul bassorilievo Maria di Betania è rappresentata appoggiata su una roccia ai piedi della quale si trova un teschio. Sono raffigurati cinque angeli e un Cristo sulla croce. Quest'opera è attribuita a un allievo di Pierre Puget.

#### Atriume cappella di San Biagio

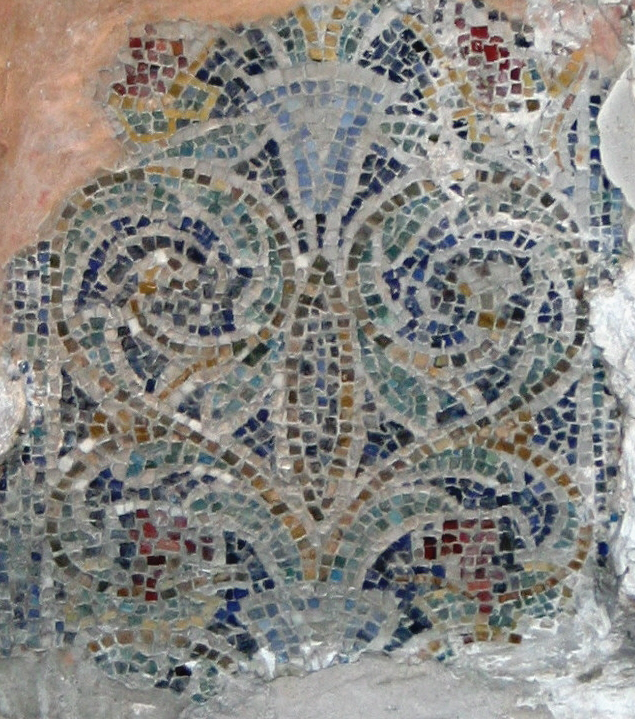
Mosaico floreale.

L'Atrium, chiamato anche piano quadro, aveva nove colonne provenienti da edifici pagani, di cui tre in marmo e le altre in granito. Il prefetto Charles-François Delacroix, con il pretesto di procedere a lavori di consolidamento, fece togliere verso il 1803 questi antichi pilastri per sostituirli con colonne di stile mal definito. I tre lati sud, est e ovest dell'Atrium erano ornati da colonne monolitiche di granito eccetto che la colonna ovest, in marmo, di cui due solo furono rimpiazzate da colonne in pietra: quella ovest non fu rimpiazzata e le due colonne degli angoli sud-est e sud-ovest sono state sostituite da pilastri addossati al muro meridionale che forma il fondo dell'Atrium. Le quattro colonne del lato nord furono sostituite da fusti a tamburo cilindrico troppo spessi. Le colonne originali furono utilizzate per ornare giardini e incroci. Una di queste colonne sostiene, in rue d’Aubagne, il busto di Omero..
Un mosaico floreale è la sola vestigia della decorazione dell'Atrium e data tra il V e il VI secolo. Il motivo comprende elementi in forma di calice alternati con altri evocanti mandorle allungate, con parti e altri delle volute.

## San Vittore e gli scrittori
- André Suarès scrive in Marsiho :

(André Suarès, Marsiho, Paris, Éd. Grasset, 1933, p. 38)
- Blaise Cendrars, nel suo libro Le Vieux Port, scrive:

(Blaise Cendrars, Le Vieux Port, Paris et Marseille, Éd. Jean Vigneau, 1946, p. 10)